# Breisacher Stephansmünster

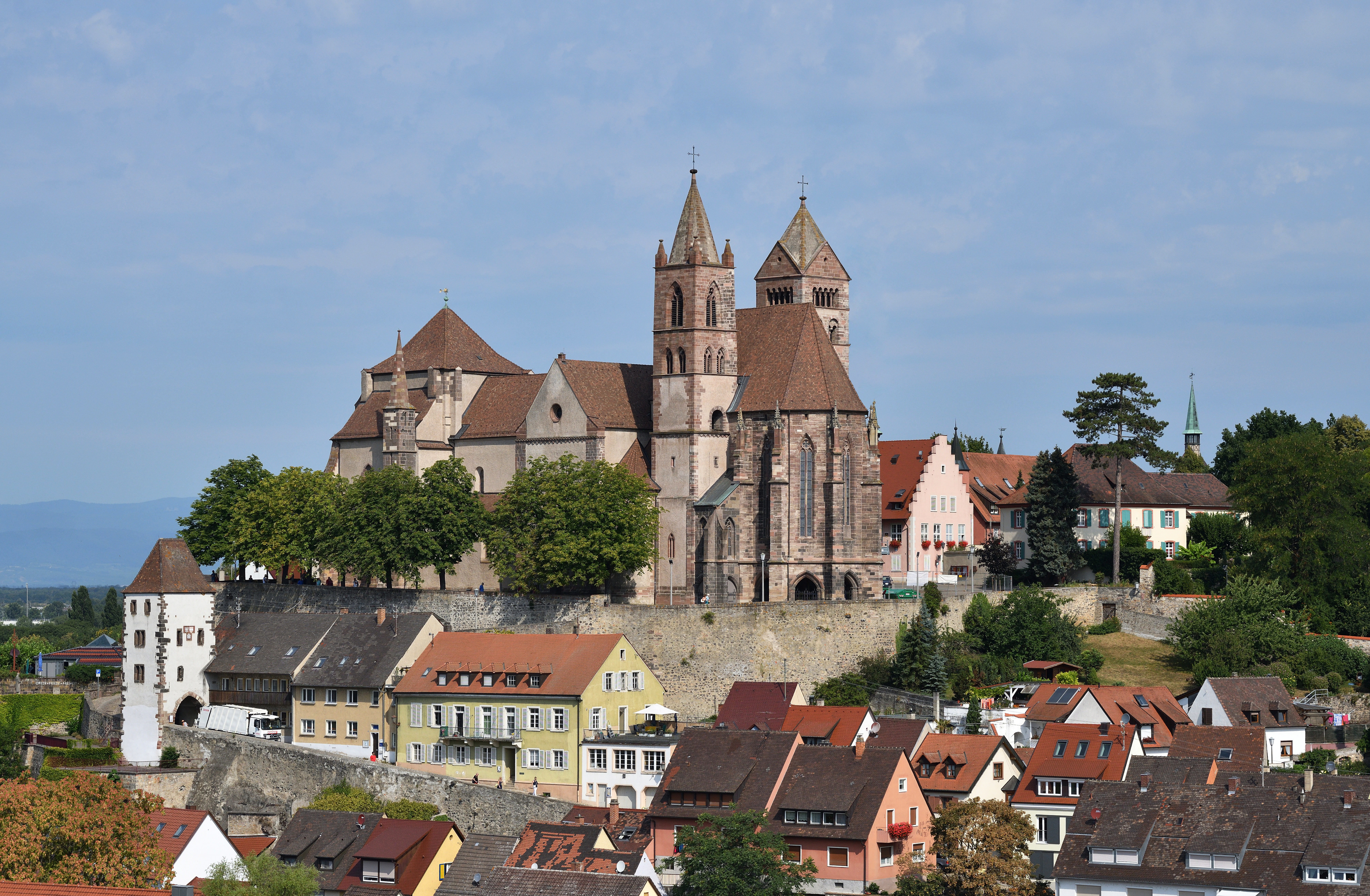
Breisacher Münster vom Eckartsberg

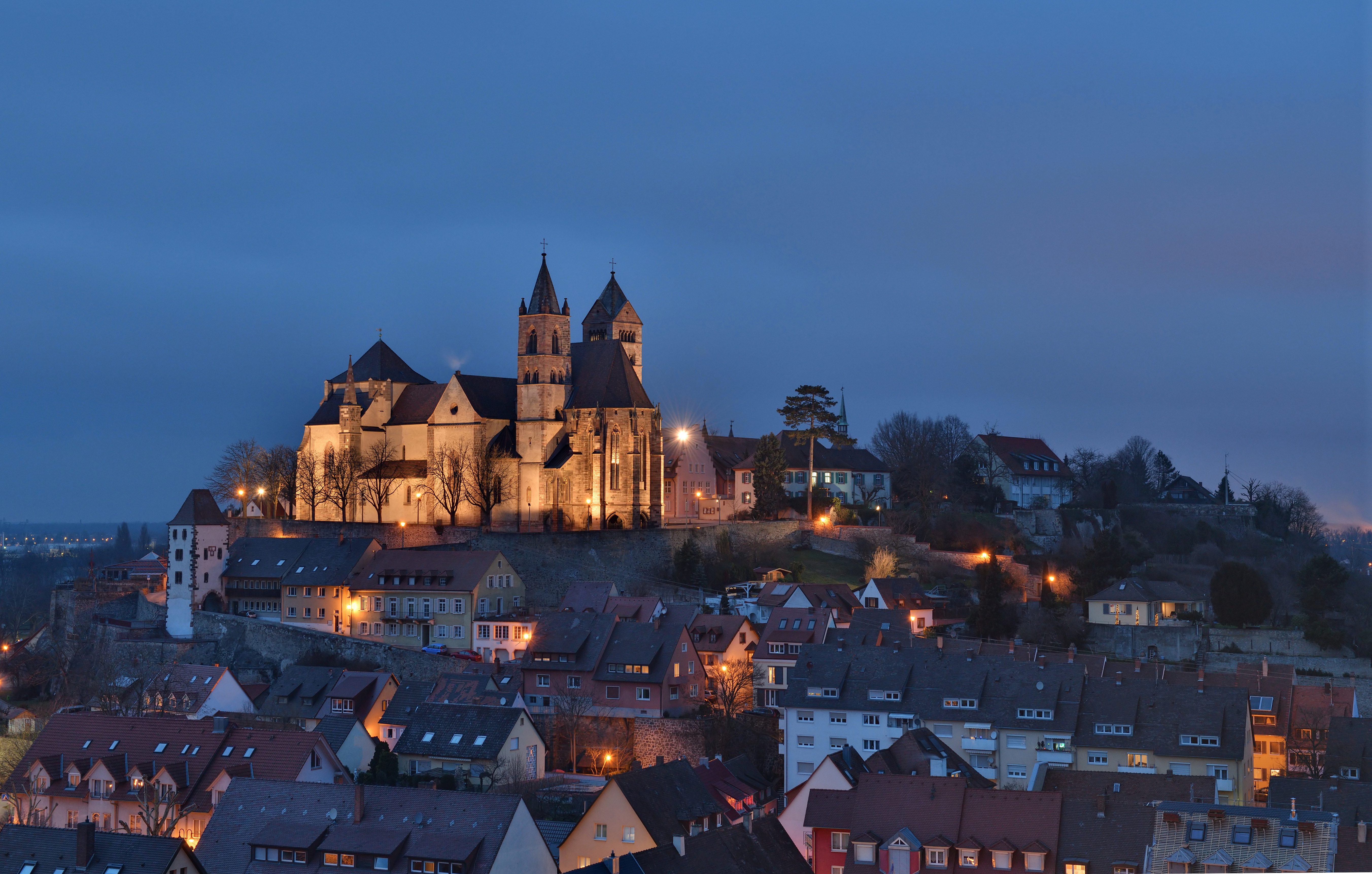
Breisacher Münster beleuchtet vom Eckartsberg aus gesehen

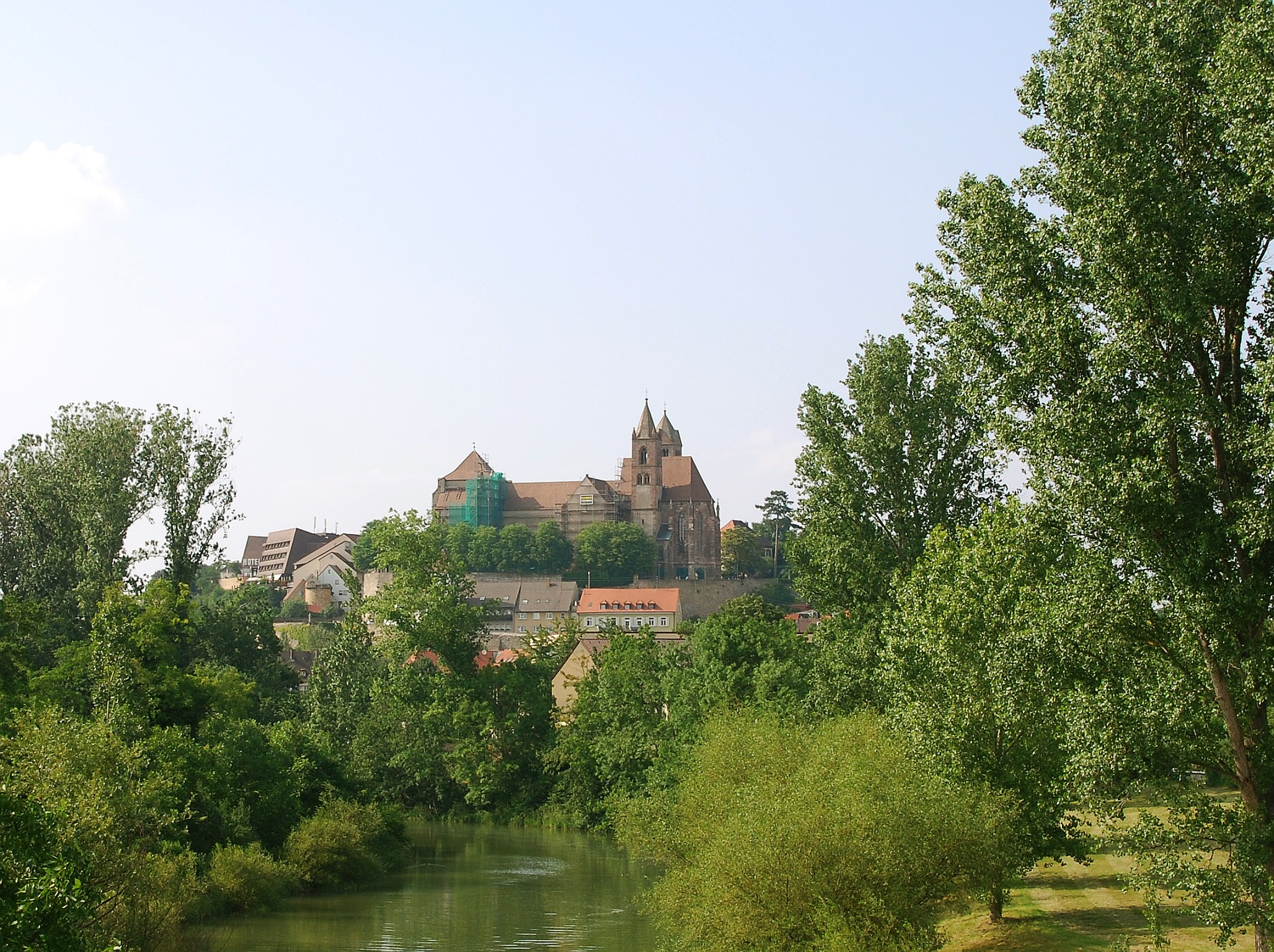
Breisacher Münster von Süden

Das Breisacher Stephansmünster ist eine romanisch-gotische Kirche und Wahrzeichen der Stadt Breisach am Rhein.
Die auf dem Münsterberg gelegene Sehenswürdigkeit ist weit über die Stadtgrenzen hinaus sichtbar. Markant sind die beiden unterschiedlichen Kirchtürme des dreischiffigen Baues, die sich – untypisch für einen christlichen Sakralbau – im Chorbereich befinden. Die Kirche stammt aus der spätromanischen Zeit des 12. Jahrhunderts und wurde bis zur Gotik des 15. Jahrhunderts erweitert. Die nach dem heiligen Stephanus benannte Kirche wird von der katholischen Pfarrgemeinde Sankt Stephan genutzt. Hier werden auch die Schutzheiligen Breisachs, Gervasius und Protasius, verehrt. Das Breisacher Münster ist für seine kunsthistorisch bedeutsame Innenausstattung bekannt, beispielsweise für das über 100 Quadratmeter große Wandbild Das Jüngste Gericht von Martin Schongauer und den Hochaltar aus der Werkstatt des Meisters H. L.

## Geschichte

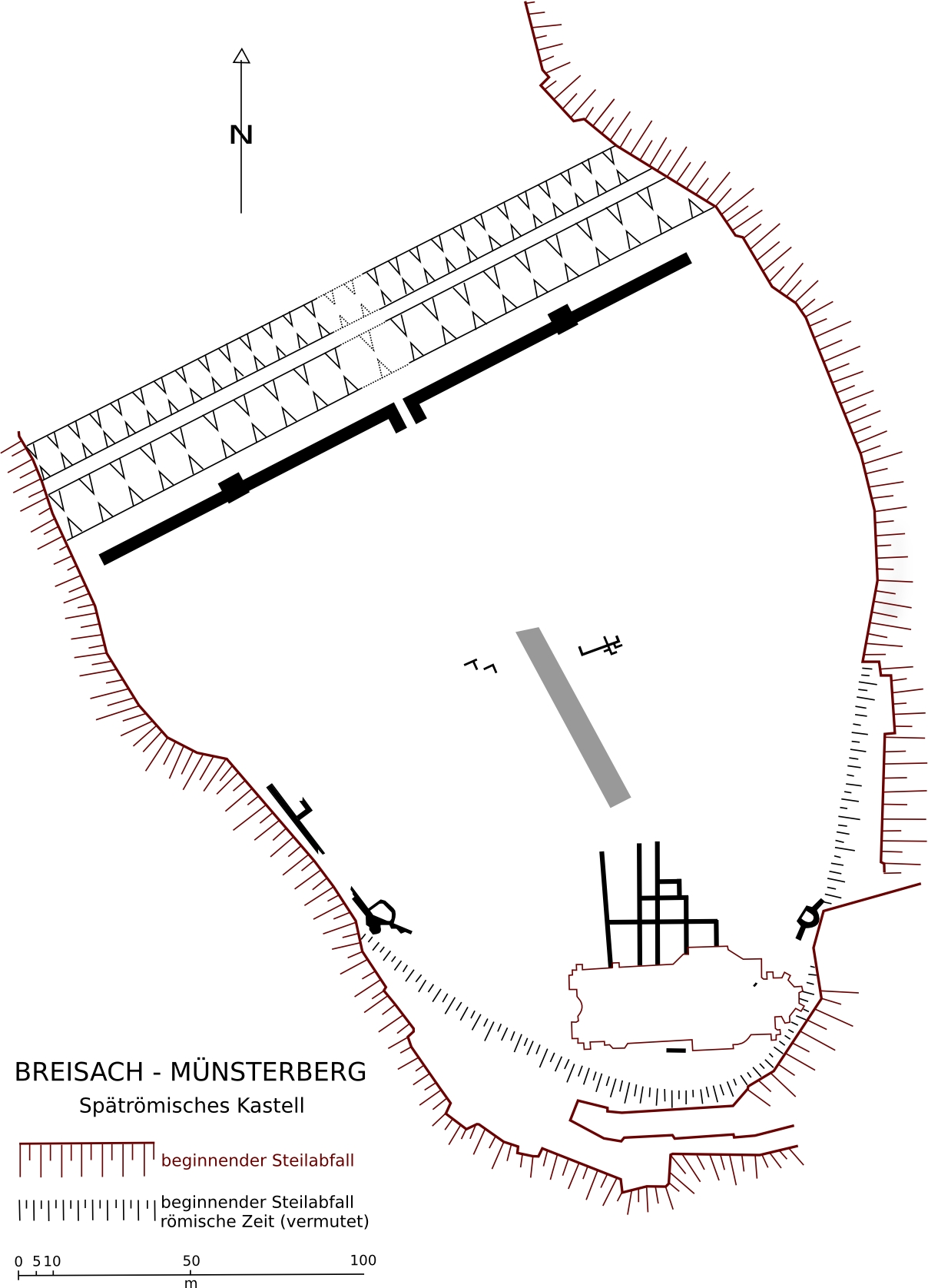
Grundriss der Grabungsergebnisse zur spätrömischen Festung Mons Brisiacus auf dem Münsterberg

Die Besiedlung auf dem Plateau des heutigen Münsterberges reicht bis in die Jungsteinzeit zurück. Während der Keltenzeit befand sich dort ein Fürstensitz, der Handelsbeziehungen bis in den Mittelmeerraum unterhielt. Auch die Römer erkannten die strategische Bedeutung des Plateaus und errichteten auf ihm ein Kastell. Dort erließ Kaiser Valentinian I. am 30. August 369 ein Edikt, dem Breisach seine erste schriftliche Erwähnung verdankt. Darin ist ein mons Brisacus erwähnt; vermutlich ist diese Bezeichnung eine Umschreibung der damals vorherrschenden geografischen Situation: „der Berg, an dem sich das Wasser bricht“. Nach der Eroberung durch die Alemannen um 400 entwickelte sich Breisach zu einem der bedeutendsten Orte am Oberrhein. Die Zeit von 1198 bis 1218 unter Herzog Berthold V. von Zähringen war von einer regen Bautätigkeit geprägt. In dieser Zeit entstand die Burg Breisach auf der Nordseite, der Radbrunnen in der Mitte und das St.-Stephans-Münster auf der Südseite des Berges. An der Stelle des heutigen Münsters werden Vorgängerkirchen aus merowingischer oder karolingischer Zeit vermutet, von denen keine materiellen Spuren existieren.
Die Bauzeit des Münsters ist nicht genau bekannt. Es wurde vermutlich nach 1185 begonnen und der Bau 1230 abgeschlossen. Der älteste Nachweis für eine Kirche in Breisach ist eine Urkunde, die vorgibt, am 14. April 1139 datiert zu sein. Darin bestätigt Papst Innozenz II. dem Basler Bischof Ortlieb von Froburg unter anderem den Besitz des Hofguts in Breisach mit der Kirche und ihrer Tochterkirche Hohstaht (Hochstetten): Curtis de Brisache cum ecclesia et filia sua Hostaht. Die Urkunde ist zwar eine Fälschung vom Ende des 12. Jahrhunderts, allerdings scheint sie den Sachverhalt wahrheitsgetreu wiederzugeben.
Im 13. Jahrhundert wurde die Kirche durch einen gotischen Chor mit polygonalem Abschluss erweitert, dessen Dachstuhl dendrochronologisch auf 1292 datiert werden konnte. Anhand einer gotischen Planzeichnung des Freiburger Münsterturms, dessen Rückseite den Breisacher Chorbau zeigt, konnte Erwin von Steinbach als dessen Entwerfer nachgewiesen werden. Der Breisacher Chorbau besitzt als eine Besonderheit als Krypta eine offene Halle, in ihrer Raumform nicht unähnlich dem etwas später entstandenen Königsstuhl von Rhens.
Nach 1330 entstanden umfangreiche Erweiterungen nach Westen. Diese wurden jedoch nur bis zu einer gewissen Mauerhöhe ausgeführt, so dass sich für etwa 100 Jahre an die romanische Westwand eine Bauruine anschloss. Diese lange Pause in der Bauausführung führte zu einigen Ungenauigkeiten sowohl am Westportal als auch an dem mit einem Maßwerk-Tympanon versehenen Nordportal. Erst am Ende des 15. Jahrhunderts wurde der noch bestehende Westbau errichtet. Er lässt deutliche Spuren einer erneuten Umplanung während der Bauzeit erkennen. Anhand der Jahreszahlen 1473 an einem Pfeiler und 1785 an der Außenseite eines Treppentürmchens auf der Südseite sind Beginn und Ende der Bauzeit abzulesen.

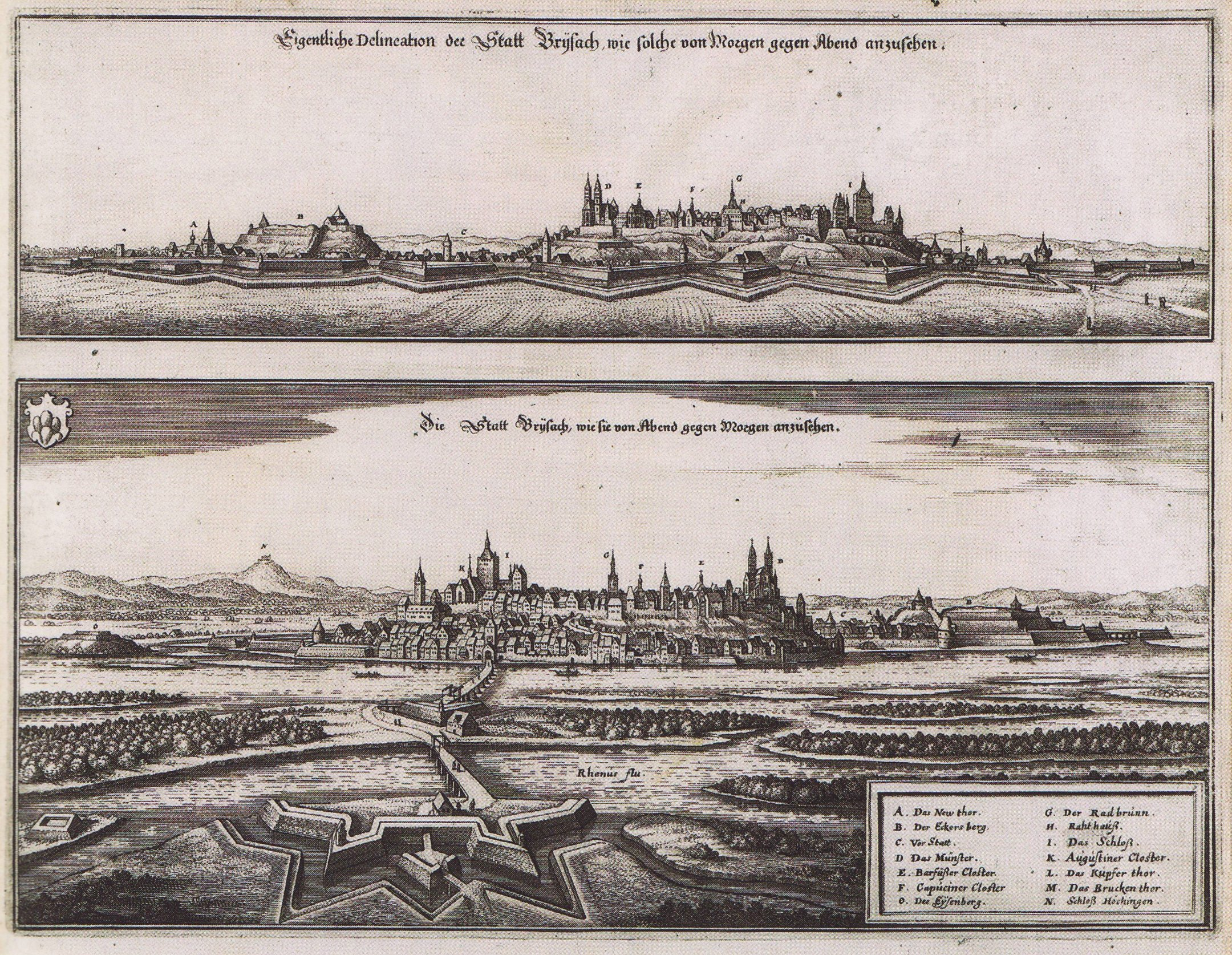
Darstellung von Breisach und dem Breisacher Münster nach Matthäus Merian, 1644

An den Steinen des Münsters sind Kriegsfolgen sichtbar. So erinnert eine Inschrift an einen Einschlag von 1870, ausgebrochene Steine sind auf einen Treffer im Jahre 1940 zurückzuführen, der auch das Paradiesbild Schongauers beschädigte. Das unterschiedliche Mauerwerk der Türme zeigt, dass diese nach Ende des Zweiten Weltkriegs erneuert werden mussten. Der obere Teil des Münsters war fast vollständig zerstört, die Orgel verbrannt und der obere Teil des Wandbildes von Schongauer verrußt. Der Wiederaufbau des Münsters dauerte von 1945 bis 1961.
Im 19. Jahrhundert entstanden die Darstellungen Bergpredigt und Christus die Kinder segnend des Freiburger Künstlers Wilhelm Dürr für den Chor. Von 1994 bis 1996 wurde der Altarraum neu gestaltet. Dazu regte das Erzbischöfliche Bauamt in Freiburg an, einen Künstlerwettbewerb auszuschreiben. Am 28. Oktober 1994 fiel die Wahl auf den Münstertäler Künstler Franz Gutmann, der aus acht Eichenstämmen einen Altarboden baute. Darauf befinden sich Altar, Ambo und Priestersitz aus Gusseisen. Die Leuchter und die Ministrantensitze sind ebenfalls aus 100 bis 180 Jahre altem Eichenholz gefertigt. Zu Weihnachten 1995 waren die Arbeiten am Altarraum beendet; dieser wurde am 4. Februar 1996 vom damaligen Erzbischof Oskar Saier geweiht.
Im Januar 1995 begann die Trockenreinigung der Schale des Münsters sowie der Decken und Wände, um das Triptychon von Martin Schongauer vor Feuchtigkeit zu schützen. Außerdem wurden die Elektroinstallation und die Heizung des Münsters erneuert, eine Filteranlage, welche die Staubbildung im Kirchenraum mindert, wurde neu eingebaut. Zu Pfingsten 1996 war die umfangreiche Renovierung des Hochchors abgeschlossen.
1993 begann die Sanierung der Dachpyramide über der Westhalle. Das Kirchendach war teilweise undicht geworden, so dass Bruchstellen im Dachgesims verfestigt werden mussten. Das Dach erhielt eine Holzverschalung, um es sturmsicher zu machen. Das Ende der Arbeiten wurde am 12. Dezember 2010 mit einem Gottesdienst gefeiert, an dem auch Erzbischof Robert Zollitsch beteiligt war.

## Gestaltung

### Architektur

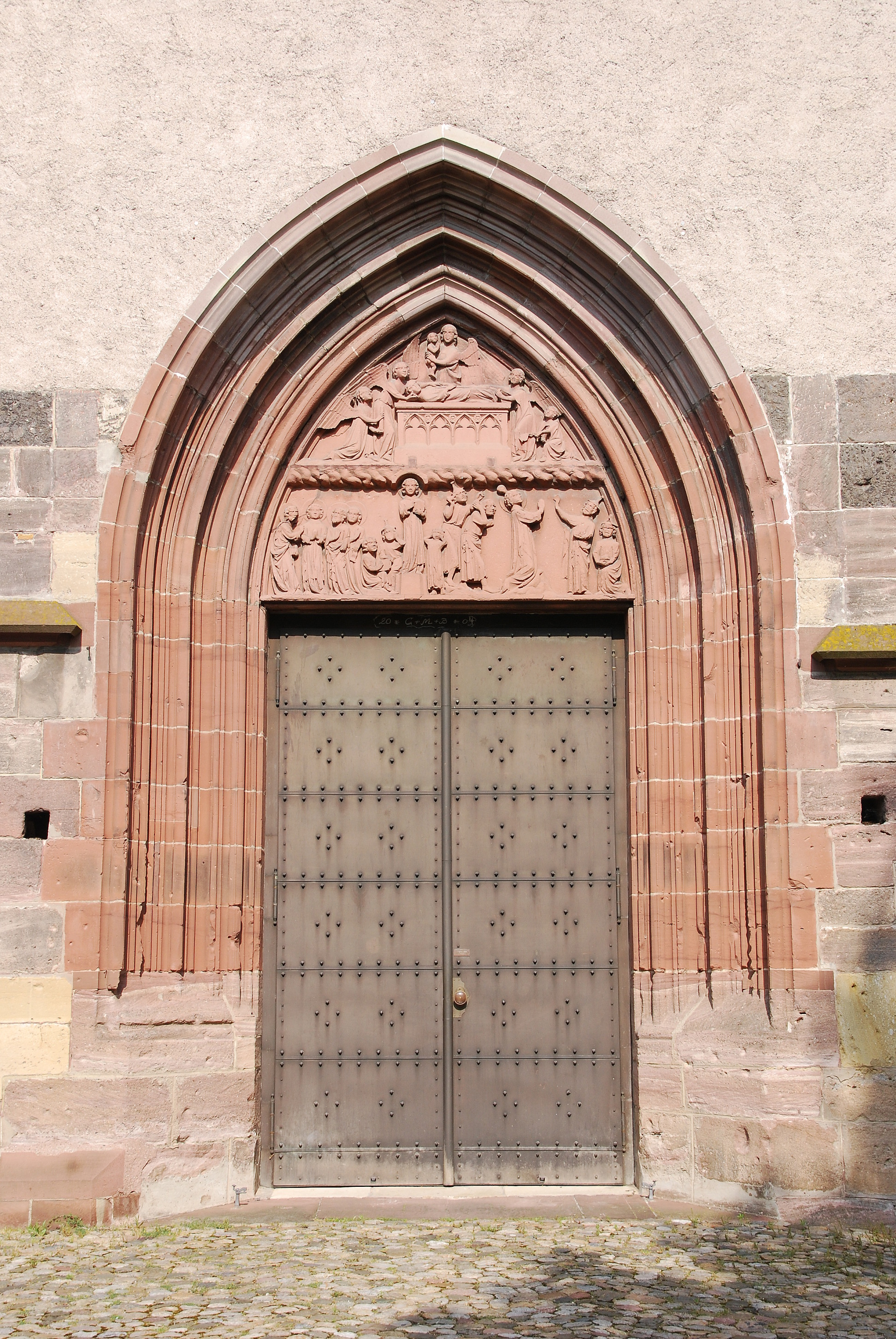
Westportal mit Tympanon des Kirchenpatrons St. Stephan;
Detailansicht des Tympanon

Der Münsterbau St. Stephan erhebt sich auf der Südseite einer über 600 Meter langen, nach allen Seiten steil abfallenden Felsscholle vulkanischen Ursprunges. Die Kirche steht an der Stelle des ehemaligen repräsentativen Verwaltungsgebäudes (Prätorium) des spätantiken Kastells. Dessen Fundamentreste sind unter dem gesamten Münsterplatz zu finden. Die Gesamtlänge des Münsters beträgt 68, die maximale Breite 30 Meter. Neben dem Hauptschiff besteht der Sakralbau aus zwei Seitenschiffen und einem Querschiff. Zwei Konchen schließen sich östlich an das Querschiff an.
Nur das Hauptportal im Westen weist Figurenschmuck auf. Das spätgotische Tympanon des Portals aus Sandstein zeigt Szenen aus dem Leben des Kirchenpatrons St. Stephan. Das Westportal stammt nicht aus der Zeit der Westerweiterung, sondern wird in die Zeit um 1330/40 datiert. Die untere Zone stellt die Berufung des Patrons durch einen Apostel dar. Daran schließt sich die Darstellung seiner Predigt vor den Juden an, die sich die Ohren zuhalten, um seine vermeintlich gotteslästerlichen Reden nicht zu vernehmen. Ein anderer Widersacher versucht, ihn aus einem Buch zu widerlegen. Die rechte Seite stellt die Steinigung des Stephanus dar. Die obere Szene des Tympanons zeigt zwei Engel, die den Leichnam des Heiligen in einen Sarkophag legen. Diese feierliche Szene wird von zwei weiteren Engeln begleitet, die Kerzen und Weihrauch halten. Ein fünfter Engel hält die Seele des Stephanus in Gestalt eines kleinen Kindes im Arm, um sie ins Paradies zu tragen.

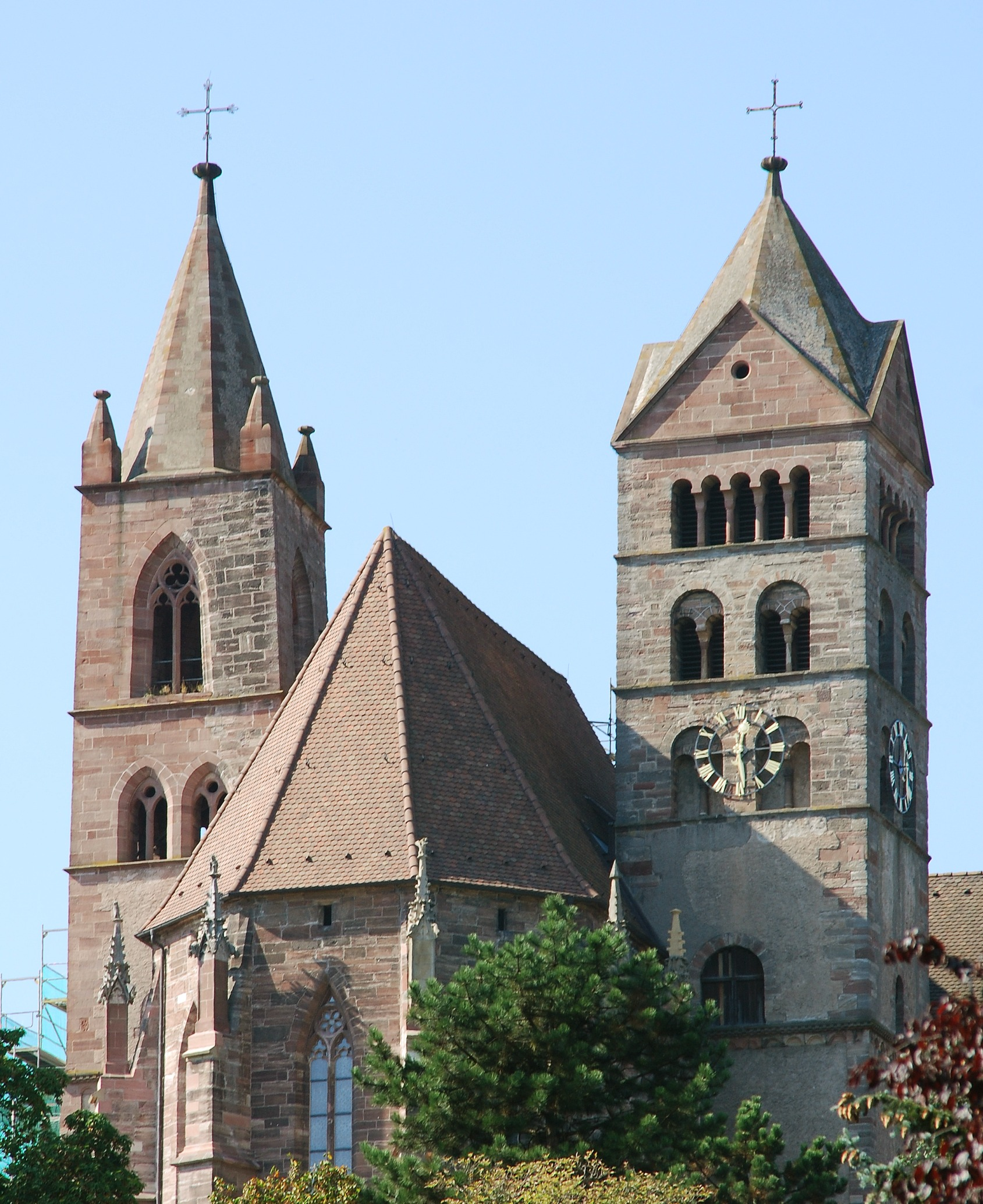
Türme des Breisacher Münsters

Ein weißer und ein schwarzer Treppenturm markieren die Grenze zwischen dem ehemaligen Westabschluss der romanischen Kirche und dem Westbaues. Der niedrigere weiße Treppenturm gehört noch zum ursprünglichen Westbau. Der massive schwarze Treppenturm wird dem Anfang eines Westbaues zugerechnet, dessen Planung geändert wurde. In ihn ist die erneuerte Jahreszahl 1485 eingemeißelt. Am Ende der Wand des romanischen Seitenschiffs ist ein kleines Pförtchen zugemauert. Die Dachspitze im Westen hat eine Höhe von 31 Metern.

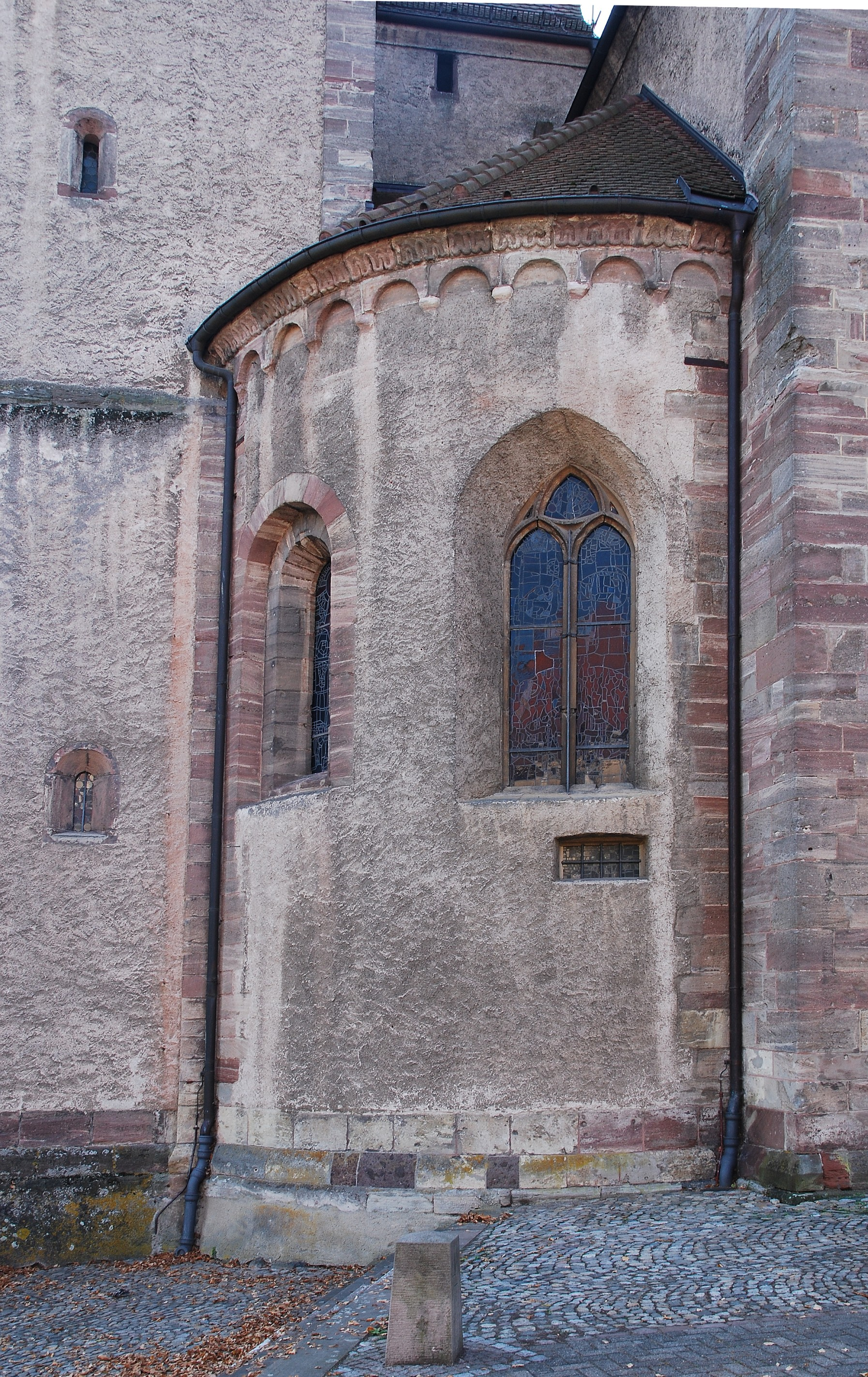
Nordkonche

Die der Stadt zugewandte Nordseite des Münsters ist schlicht gehalten. Sie enthält zwei giebelbekrönte Portale im romanischen Teil und ein gotisches im Westbau. Im Winkel zwischen Querhaus und Seitenschiff befand sich früher ein ausladendes Beinhaus mit einer Michaelskapelle, das den heute sichtbaren halbrunden Treppenturm verbarg. Dieser Bauteil war von innen und außen zugänglich. Von Norden her lässt sich erkennen, dass die Kirche einst höher geplant war und nach Osten weiter fortgesetzt werden sollte. Nach Aussagen von Statikern hätten die zu schwachen Unterbauten an dieser Stelle keinen hohen Turm zugelassen. Trotzdem gab es im 19. Jahrhundert Pläne, einen Westturm zu errichten. Im Januar 1886 verurteilte der Karlsruher Architekt Dr. Cathiau bei einem Vortrag den geplanten Ausbau des Hauptturms als Fremdkörper im Ensemble der Kirche. Die kontroversen Diskussionen reduzierten das Spendenaufkommen erheblich, sodass der Ausbau des Turms nicht verwirklicht werden konnte. Die Maßnahme hätte außerdem die Vernichtung des Wandbildes von Martin Schongauer zur Folge gehabt. Daher hat das Breisacher Münster untypischerweise auf der Westseite keinen Turm, sondern einen quaderförmigen Baukörper mit pyramidischem Dach. Der romanische Nordturm – 36,5 Meter hoch – enthält das Geläut des Münsters und ist gleichzeitig ihr Uhrenturm. Die ungleichen Türme haben sowohl unterschiedlich große quadratische Grundflächen als auch voneinander abweichende Fassadenelemente und Fenster. Beide Türme werden durch Pyramidendächer abgeschlossen. Der etwas höhere und spitzere gotische Südturm hat eine Gesamthöhe von 38 Metern und ist im Gegensatz zum Nordturm nicht begehbar.

### Münsterplatz

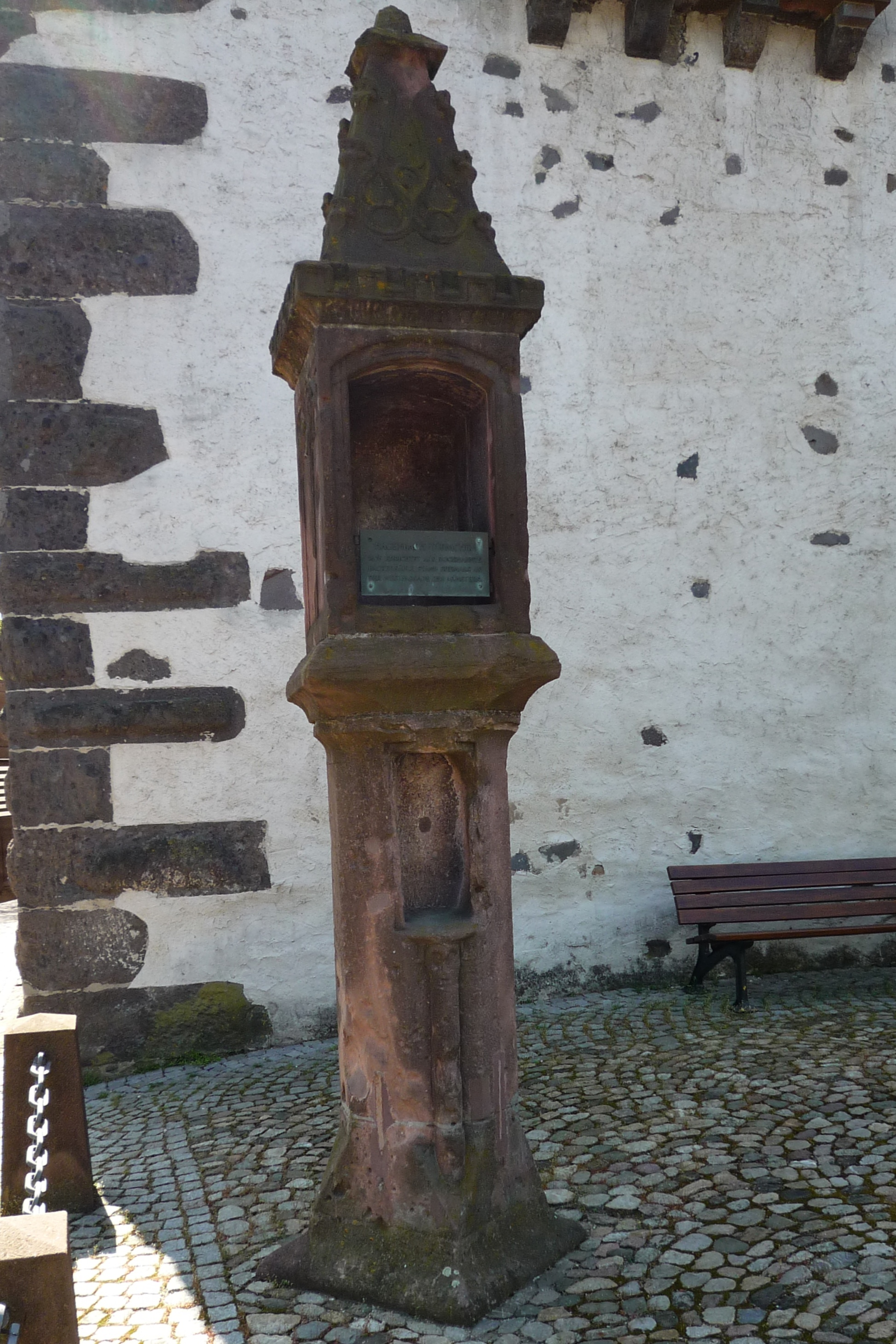
Bäckersäule hinter dem Radbrunnen (2010)

Während des Mittelalters lag um das Münster herum ein Friedhof, der 1648 von den Franzosen aufgehoben und als Paradeplatz verwendet wurde. Die Bäckersäule aus dem Jahr 1476 wurde dabei an die Westfassade des Münsters vor den Ölberg versetzt. Seit den Renovierungsarbeiten im Jahr 1983 befindet sich das auch als Hagenbach-Türmchen bezeichnete Bauwerk auf der Nordseite des Radbrunnens, nachdem es 1885 vom Münster auf die Südseite des Radbrunnens umgezogen wurde. Entgegen der Legende handelt es sich dabei nicht um das Grabdenkmal Peter von Hagenbachs, das seine Witwe an der Stätte seiner Hinrichtung habe errichten lassen. Es handelt sich vielmehr um eine Totenlaterne, die von der Bäckerzunft finanziert worden war.

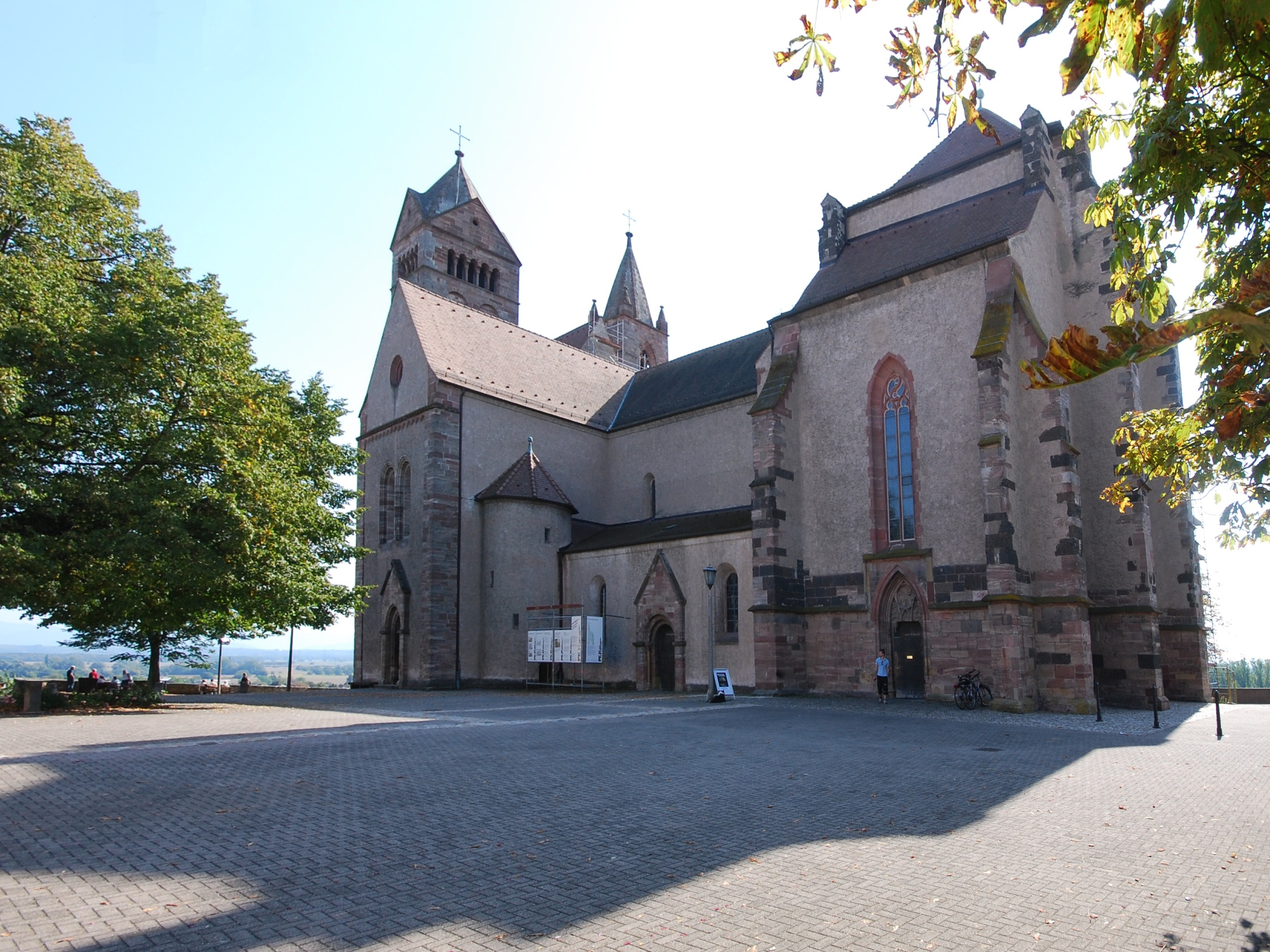
Breisacher Münster in der Nordansicht mit Münsterplatz.

Großherzog Friedrich I. von Baden schenkte 1870 dem Breisacher Bataillon ein 1782 in Straßburg gegossenes Festungsgeschütz, das die deutschen Truppen in Fort Mortier (Neuf-Brisach) erbeutet hatten. Das Geschütz wurde auf dem Münsterplatz gegenüber dem Hauptportal aufgestellt. Als das Bataillon im Oktober 1901 nach Neuf-Brisach verlegt wurde, kam das Geschütz ebenfalls dorthin.
Am 7. November 1904 trafen die Stadt Breisach und die katholische Kirche eine Vereinbarung über die Rechtsverhältnisse von Münster und Münsterplatz, die der Katholische Oberstiftungsrat in Karlsruhe am 11. Februar 1905 genehmigte. Diese Vereinbarung bestätigte das Eigentum der katholischen Gemeinde am Münster und seinem Grundstück sowie an einer Randfläche von drei Metern nach Nordosten und zwei Metern nach Südosten. Diese ist heute mit Pflastersteinen ausgelegt. Der übrige Teil des Platzes ist Eigentum der Stadt Breisach. Der als öffentlich ausgewiesene Münsterplatz darf nicht bebaut werden. Weiterhin wurde geregelt, dass die Kirche bei Bauarbeiten Baumaterialien auf dem städtischen Teil lagern darf, soweit dies erforderlich ist. Sie ist weiterhin berechtigt, Prozessionen auf dem Münsterplatz abzuhalten. „Unziemliche und lärmende Schaustellungen und Darbietungen“ sind dagegen untersagt.
Nördlich des Münsterplatzes, dem Münster gegenüber, steht das Rathaus der Stadt Breisach. Es wurde 1953 auf den Fundamenten eines römischen Kastells aus dem 3. Jahrhundert gebaut.

### Ölberg

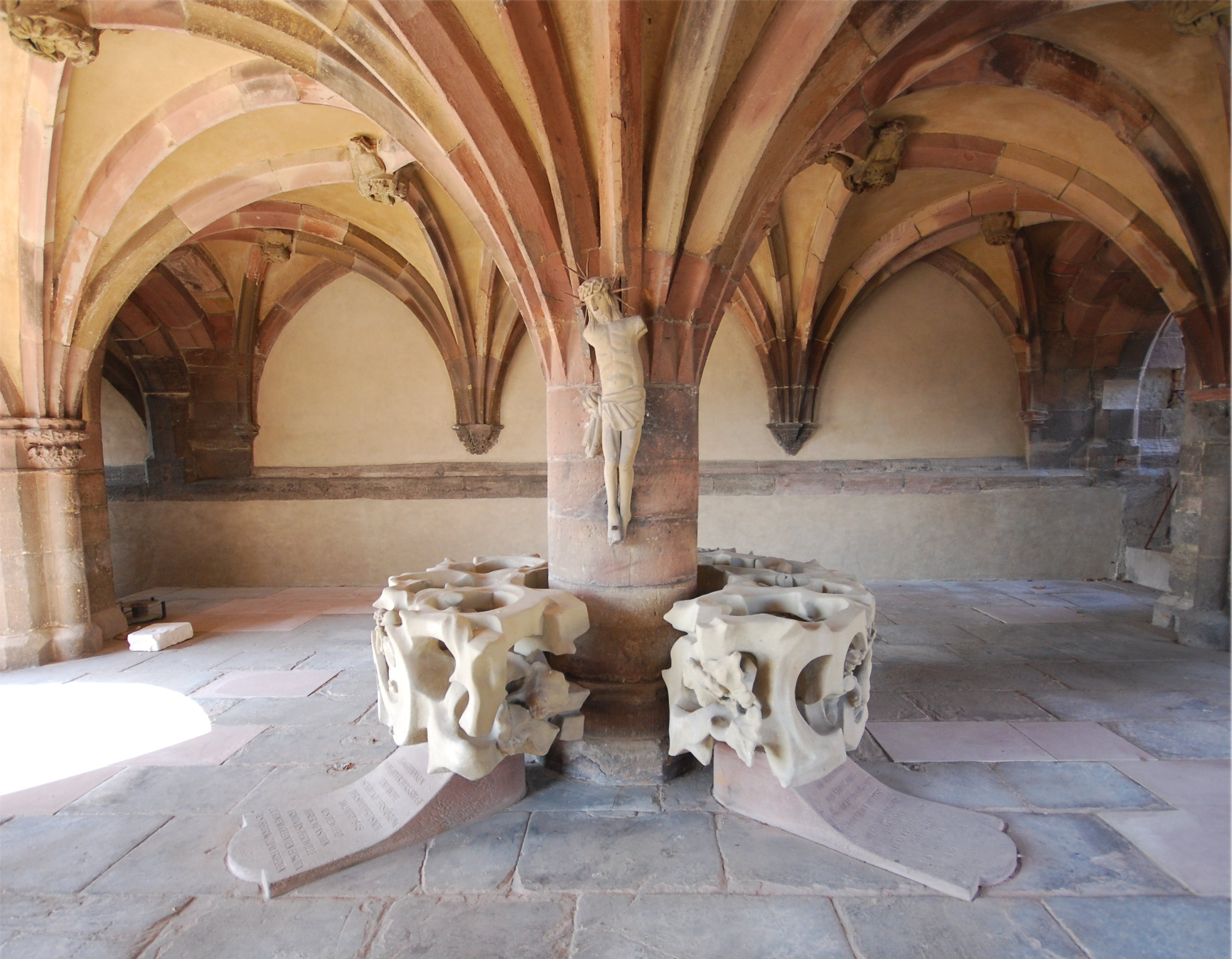
Krypta

Während des Mittelalters stand an beiden Seiten des Hauptportals eine spätgotische Ölberggruppe aus lebensgroßen, bemalten Sandsteinfiguren, gestiftet von einer Familie Burchard. Auf dem Ölberg standen Totenleuchten, nachdem der Friedhof durch die Franzosen im Jahr 1648 aufgehoben worden war. Bei Instandsetzungsarbeiten in den 1880er Jahren wurden der Ölberg abgebrochen, die Pultdächer entfernt und die Figuren 1886 auf den Friedhof bei der Josefskirche versetzt. Die Totenleuchte wurde an die Südseite des Radbrunnens verlegt. In der Krypta wurde um 1880 ein Ölberg aus bemalten Holzfiguren aufgestellt, die gegen Ende des Zweiten Weltkrieges erheblich beschädigt wurden. Einige davon sind noch erhalten.
1978 wurde die Krypta zu einer Gedenkstätte für die schwer zerstörte Stadt Breisach umgestaltet. Um die Mittelsäule der Krypta legte der Breisacher Bildhauer Helmut Lutz einen Dornenkranz mit sieben verschlungenen Blütenkelchen als Lebenssymbol aus Sandstein an. Zwei Bildembleme versinnbildlichen Tod und neues Leben nach der Zerstörung. Dem zerschossenen Korpus Christi fehlen beide Arme. Diese an der Säule befestigte Figur ist der Rest des barocken Kreuzes, das vor dem Krieg vor dem Hauptportal des Münsters stand.

## Ausstattung

Grundriss des Stephansmünsters

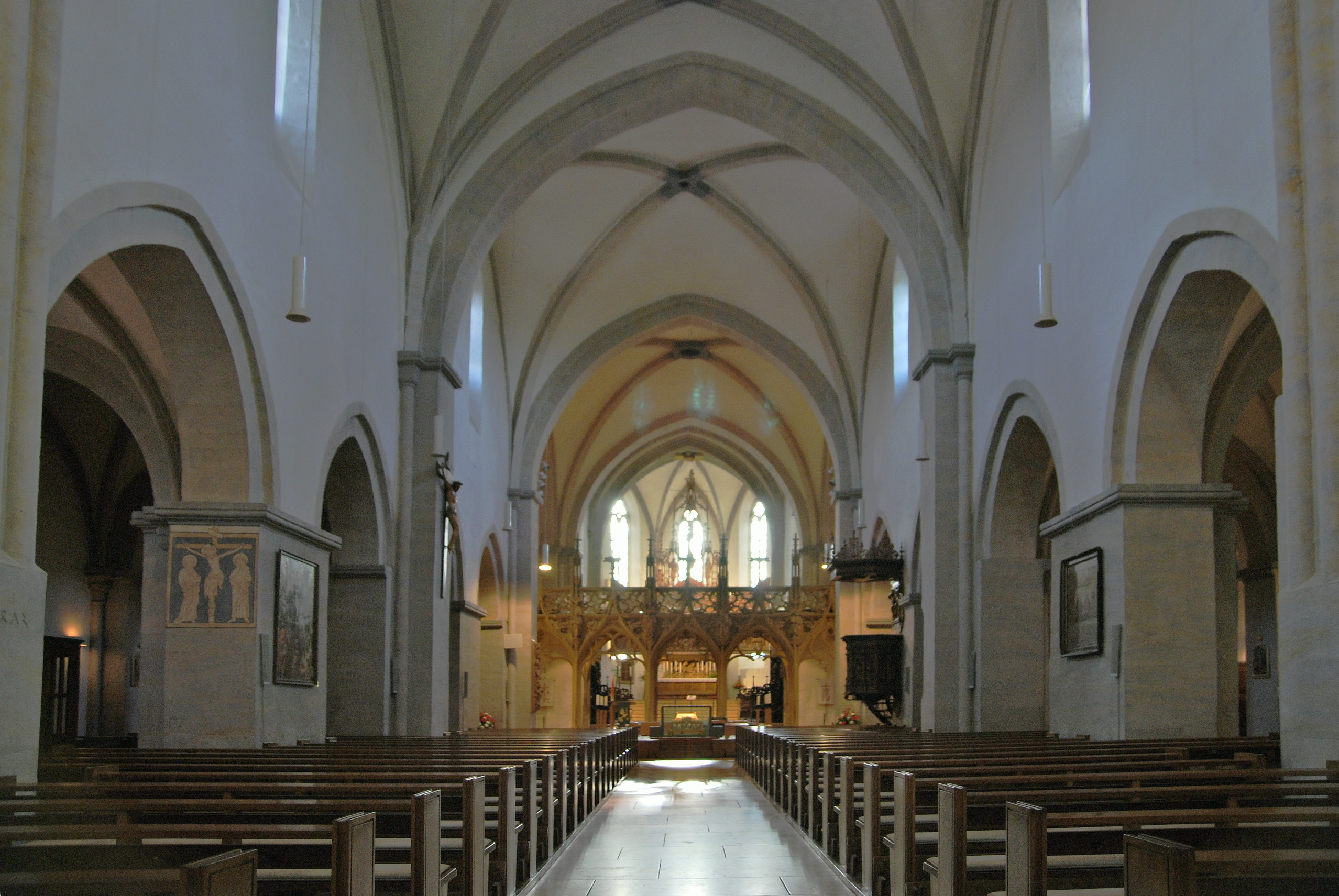
Mittelschiff in Richtung des Chors

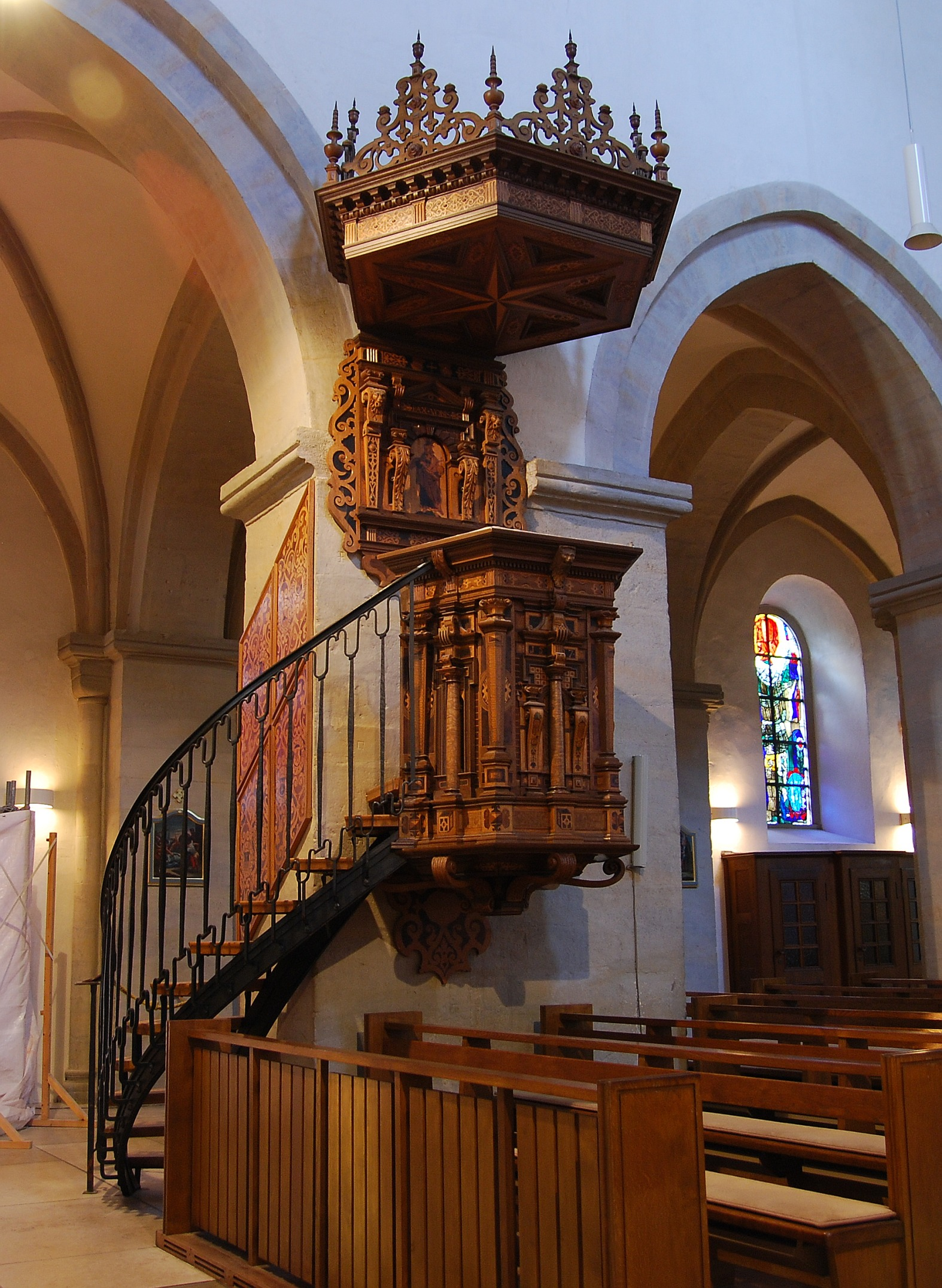
Kanzel

Das Langhaus, die Seitenschiffe und der Hochchor des Breisacher Münsters sind eine in hell gehaltene romanische Kirchenarchitektur. Die Innenraumhöhe beträgt etwa sieben Meter. Der Lettner aus Sandstein versperrt zunächst den Blick auf den Hochchor. Rechts vom Mittelgang in Richtung des Chors steht eine Kanzel aus dem Jahr 1597, die mit reichen Intarsien verziert ist. Die im Grundriss sechseckige Kanzel gehört zu den besten Kunstschreinerarbeiten des 16. Jahrhunderts und stammt von Johannes Jeger. Zwei verschiedene Holzarten und Farben – ein goldbrauner Grundton wechselt mit hellen Hölzern – verstärken die malerische Wirkung. Auf der Rückwand der Kanzel ist ein Erlöserbild mit der lateinischen Inschrift „Pax vobis“ (Friede sei mit Euch!) zu sehen.
Vor dem Lettner steht ein Zelebrationsaltar aus dem Jahr 1996. Am Fuße dieses Altars befindet sich ein silberner Schrein mit Reliquien der Stadtpatrone Gervasius und Protasius aus dem Jahr 1496.
In der Nordkonche links des Lettners steht das spätgotische Sakramentshaus, ein steinernes Aufbewahrungsbehältnis für geweihte Hostien. Das Tridentinum (1545–1563) ordnete die Unterbringung der Hostien im Tabernakel auf dem Altar an und machte das Sakramentshaus überflüssig. Erst das Zweite Vatikanum (1962–1965) ließ den Gebrauch des Sakramentshauses wieder zu. Das Sakramentshaus des Breisacher Münsters stammt vom Ende des 15. Jahrhunderts und erhebt sich über einen doppelt gegliederten Fuß auf einem schlanken Pfeiler. Das hochgezogene Tabernakel ist mit musizierenden Engeln verziert; zwischen kleinen Pfeilern erheben sich vergoldete Gitter. Auf etwa 4,5 Meter Höhe endet das Sakramentshaus mit einem gegliederten Gesprenge. Die Zierteile wurden im Zweiten Weltkrieg durch Beschuss beschädigt.
Ebenfalls in der Nordkonche befindet sich das Heilige Grab, das Werk eines unbekannten Bildhauers aus dem Jahre 1517. Die Skulptur inmitten der Grabnische stellt den Leichnam Jesu dar. An diesem Leichnam stehen die weinenden Frauen Maria Kleophae, Maria Salome und Maria Magdalena mit Salbgefäßen in den Händen. Neben ihnen steht ein Engel mit Rauchfass und Leinentuch. Über der Grabnische befindet sich auf einer Konsole der Auferstandene mit weitem Mantel und einem Triumphkreuz in seiner linken Hand. Die Figuren waren bis zur Renovierung nach dem Zweiten Weltkrieg mit dicker Ölfarbe bemalt, die wieder entfernt wurde.
An der Seitenwand der Rosenkranzkapelle ist eine Gedenktafel für Bernhard von Sachsen-Weimar angebracht. Dieser belagerte die Festung Breisach monatelang und zog am 19. Dezember 1638 als Sieger in die Stadt ein. Wilhelm Ernst, der damalige Großherzog von Sachsen-Weimar, übergab 1904 diese Gedenktafel, die an dem ersten Begräbnisort von Bernhard aufgestellt war. Das Breisacher Münster beherbergt im Inneren Grabmäler zahlreicher Persönlichkeiten aus der Stadt und der Umgebung Breisachs. Die älteste Grabplatte ist auf das Jahr 1343 datiert und befindet sich in der Nordapsis.

### Chorgestühl
An beiden Seiten des Hochchores ist zwischen den gewölbetragenden Pfeilern das Chorgestühl angebracht, zwei aus Eichenholz geschnitzte spätgotische Doppel-Sitzreihen. Auf der Nordseite handelt es sich um 22 Sitze, auf der Südseite um lediglich 20, da eine die entsprechende Anordnung auch hier unterbrechende Türöffnung – nun in Richtung Sakristei – etwas breiter als die gegenüberliegende ist. Daran schließt sich auf der Südseite nach Osten hin (und oberhalb von einigen Stufen) noch ein repräsentativer Dreisitz an. Dieses mehrteilige Chorgestühl weist zahlreiche Holzschnitzereien auf: so die Handknäufe und die sog. Miserikordien unterhalb der meist hochgeklappten Sitzflächen, ferner an den Seiten der Sitzreihen jeweils Wangen, und zwar vorn Pultwangen und hinten, d. h. nahe an der Wand, besonders reich ausgestattete Seitenwangen. Als terminus ad quem für die Fertigung bzw. die Errichtung dieses Chorgestühls wird man (mit Anne-Christine Brehm) das Weihnachtsfest des Jahres 1473 anzunehmen haben, als Karl der Kühne diese Breisacher Kirche besuchte und für ihn „was bereit ein gestul [...] im munster“, also ein Platz im Gestühl reserviert war. Unter den zahlreichen biblischen und kirchengeschichtlichen Motiven der zehn Seitenwangen findet sich auch der Münsterpatron Stephanus (auf der westlichsten Seitenwange der Südseite; unter ihm die heilige Ursula und davor die heilige Barbara), dem Gott bei seiner Steinigung beisteht, und auch die beiden Breisacher Stadtpatrone werden dargestellt, die Brüder Gervasius und Protasius (auf der östlichsten Seitenwange der Nordseite; unter Gervasius eine Krönungsszene mit Maria und dem Jesuskind). Zwei bis vor kurzem umstrittene bzw. als undeutbar aufgefasste Szenen (Nordseite, und zwar unmittelbar westlich der Tür; westliche Seitenwange des Dreisitzes) lassen sich bei genauerem Hinschauen als „Abner vor David“ (2 Sam 3,17-21 ) und als „Besiegung eines Löwen und Rettung eines Schafes durch den Hirtenjungen David“ (1 Sam 17,34-37 ) deuten und weisen auf den Davidnachkommen Jesus hin. Der christologische Fokus, welcher die Zusammenstellung der zehn Seitenwangen offenkundig bestimmt, wird auch bei dem Dreisitz sehr deutlich, etwa bei der östlichen der beiden Wangen (unten der sog. Gnadenstuhl, oben Georg als Drachenbezwinger, daneben Maria, und zwar als eine der beiden Gestalten innerhalb einer Szene von der Ankündigung der Geburt Jesu); die Aussage des „Gnadenstuhls“ ist es, dass Jesu Kreuzigung und Tod nicht sein Scheitern bedeuten, vielmehr das durch sein Sterben und seine Auferweckung ermöglichte Heil (1 Kor 15,1-5 ) meinen.

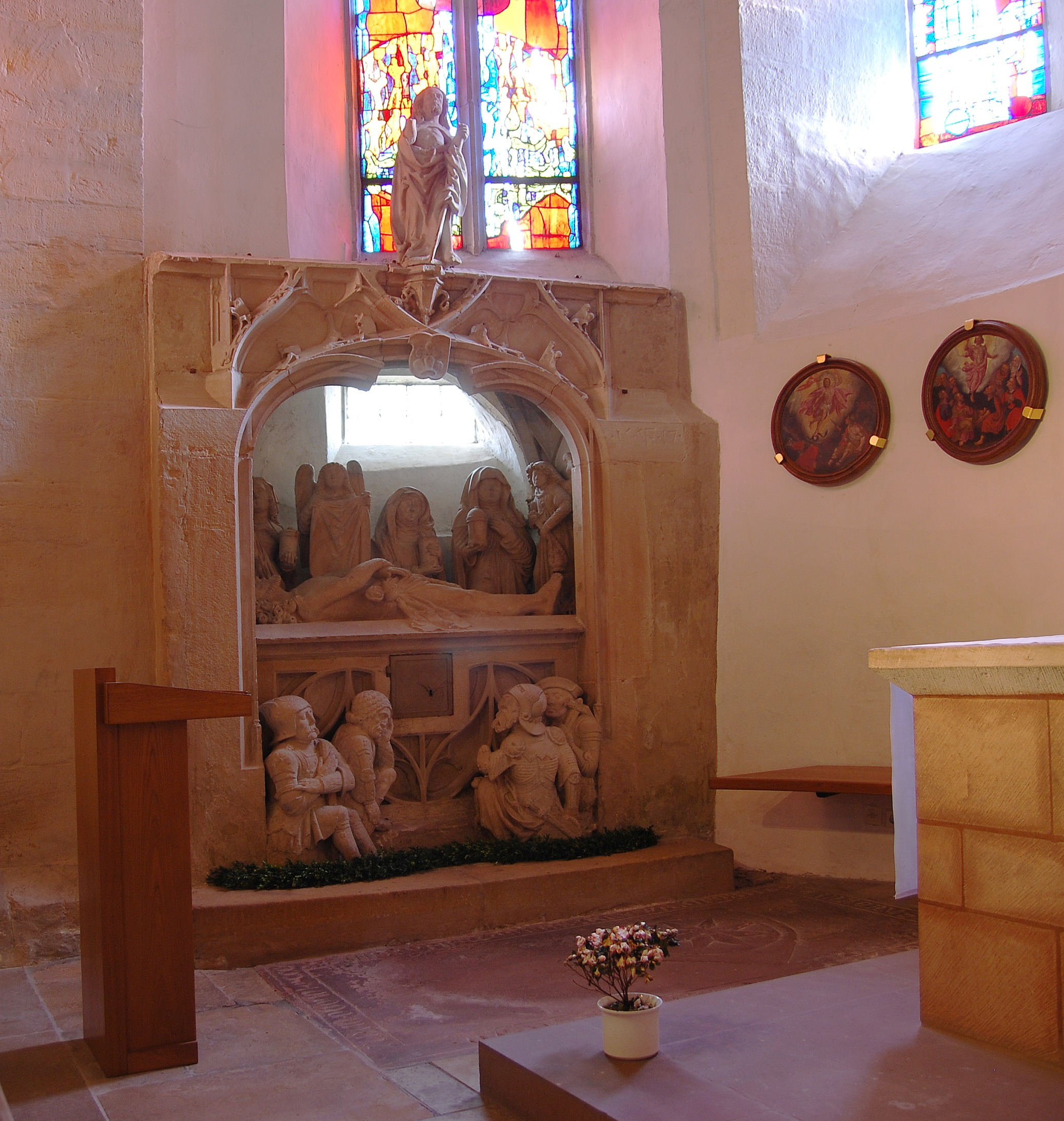
Heiliges Grab
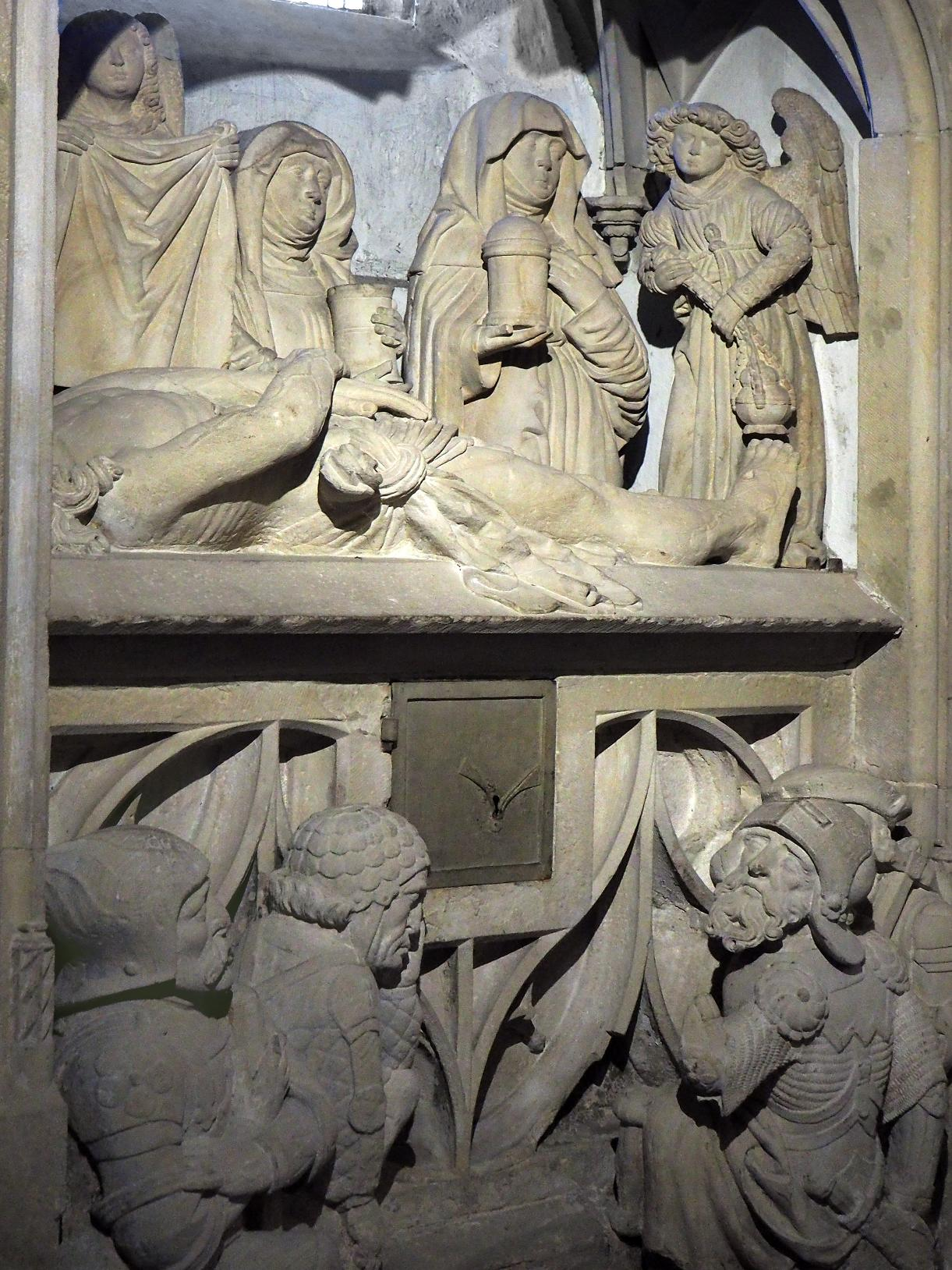
Detail Heiliges Grab
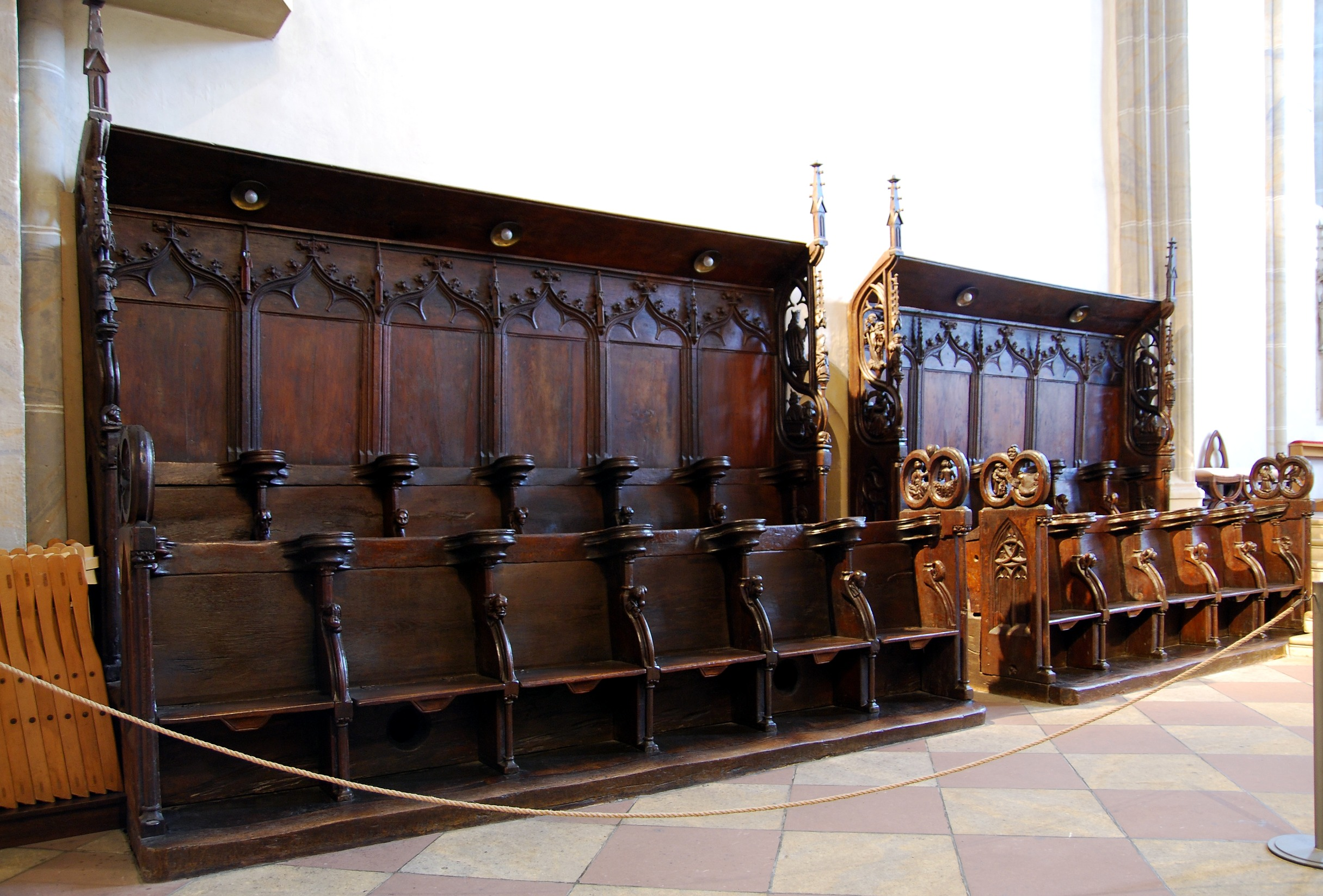
Gestühl
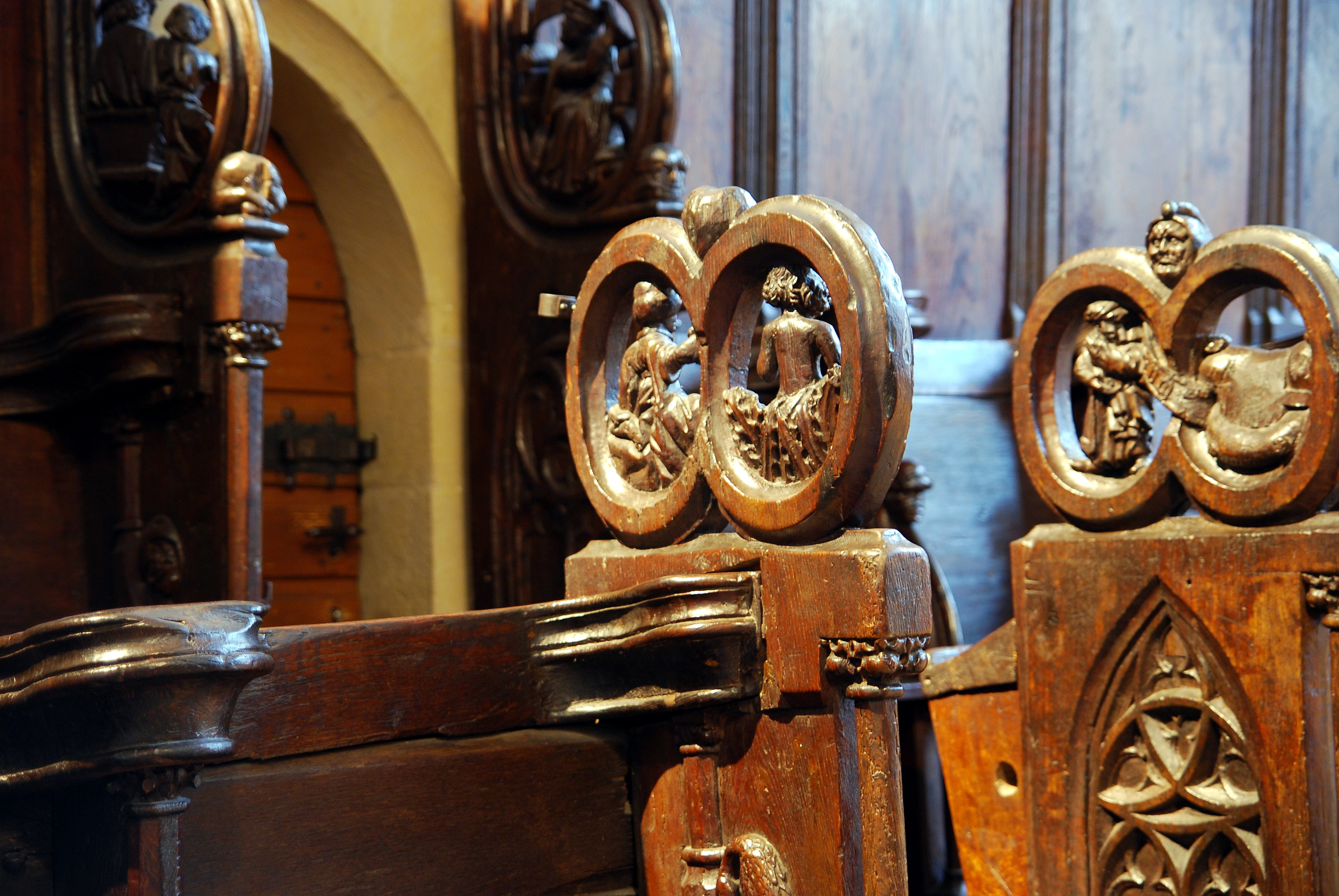
Detail des Gestühls

### Silberschrein

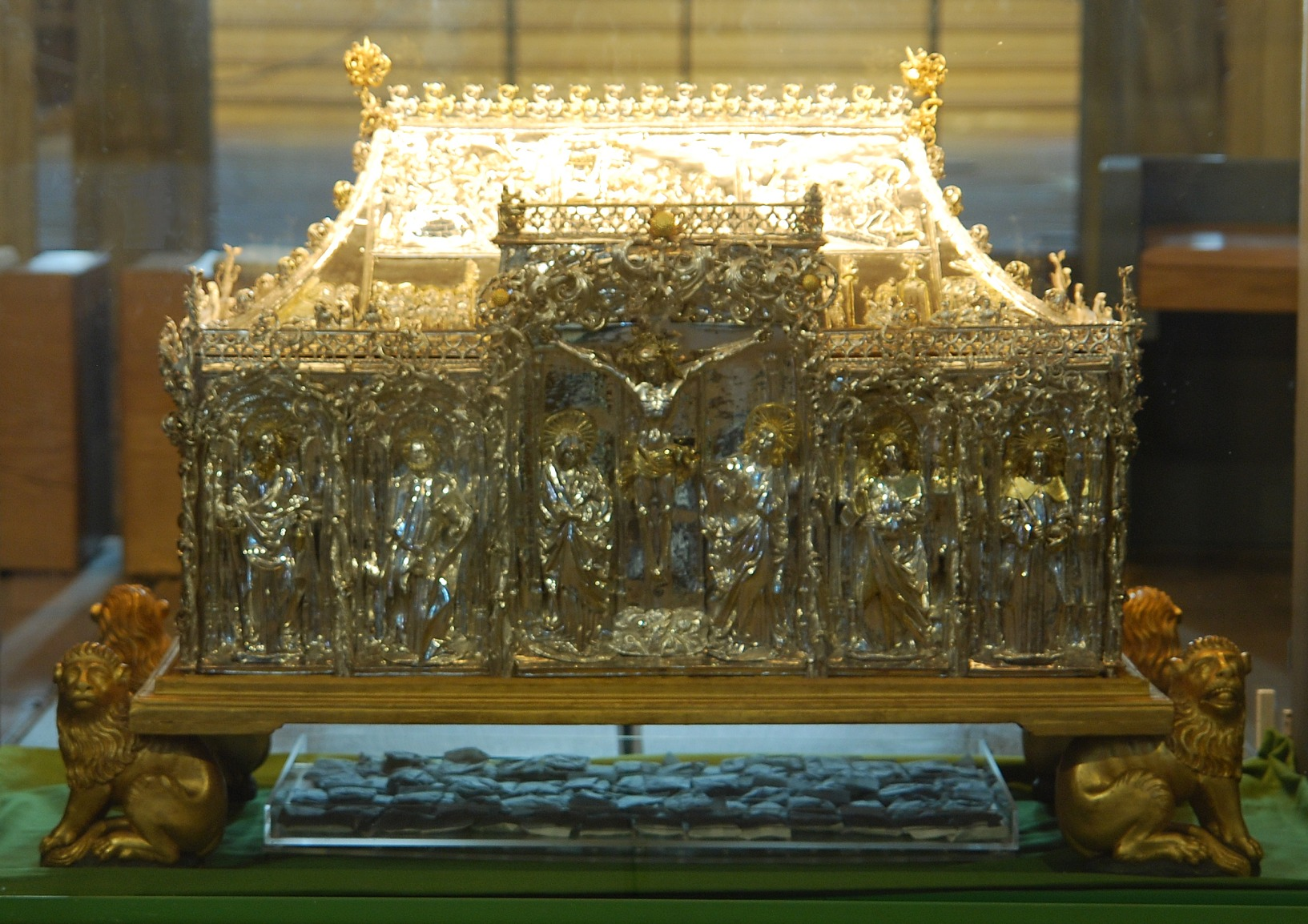
Silberschrein

Zum Kostbarsten der Neuausstattung aus dem Ende des 15. Jahrhunderts zählt der Silberschrein für die Reliquien der beiden Stadtpatrone Gervasius und Protasius. Der Schrein aus versilberten Kupferplatten misst in Länge, Breite und Höhe 84 × 42,5 × 58 Zentimeter und ist ein Kasten aus Lindenholz. Er wird von vier sitzenden vergoldeten Löwen getragen. Einzelne Figuren und Teile sind ebenfalls vergoldet. Der Schrein ist in seiner Grundform ein Quader mit aufgesetztem Walmdach. In der Mitte der Längsseiten befindet sich eine Kreuzigungsdarstellung, die von Petrus, Paulus sowie Gervasius und Protasius und deren Eltern flankiert wird. Auf den kurzen Seitenflächen sind Figuren des heiligen Andreas, Johannes des Täufers, Ambrosius sowie Stephanus, Philippus und möglicherweise Vitus angebracht. Dieser nicht identifizierte Heilige ist im Inneren des Schreins als Balthasar benannt, wofür es keine Erklärung gibt. Die Dachflächen des Schreins sind mit Szenen aus dem Leben und Martyrium der beiden Stadtpatrone geschmückt. Den Reliquienschrein schuf 1496 der Straßburger Silberschmied Petrus Berlyn für 1500 Gulden. Einer Sage nach herrschte in Breisach 1480 eine Wassernot, die der Anlass dafür gewesen sein soll, die Verehrung der Stadtpatrone neu zu beleben. Die Gebeine sollen laut einer im Erzbischöflichen Archiv Freiburg überlieferten und am 12. Juni 1621 geschriebenen Translationsnotiz nach der Eroberung Mailands 1162 durch Friedrich I. Barbarossa vom Kölner Erzbischof Rainald von Dassel nach Breisach gebracht und am 18. Juni 1498 in einer kirchlichen Feierlichkeit aus dem hölzernen Sarg in den neuen Silberschrein übertragen worden sein.
Der Schrein hat eine wechselvolle Geschichte hinter sich. Wegen kriegerischer Handlungen wurde sein Standort immer wieder außerhalb des Münsters verlagert. Im September 1793 brachte man ihn während einer drei Tage dauernden Beschießung nach Waldkirch in Sicherheit. 1938 wurde er auf die Insel Reichenau gebracht und vor Ausbruch des Zweiten Weltkrieges nach Säckingen. Seit 1948 ist der Schrein wieder im Breisacher Münster und seit Weihnachten 1975 konnte er in einer Vitrine in der Südkonche besichtigt werden. Im Zuge der Neugestaltung des Altarraums Ende 1995 wurde der Silberschrein in den neuen Zelebrationsaltar eingefügt. Im Jahr 2000 brachte man zusätzlich einen Oberflächenschutz an. Der über 500 Jahre alte Schrein ist in einem außerordentlich guten Zustand.

### Lettner

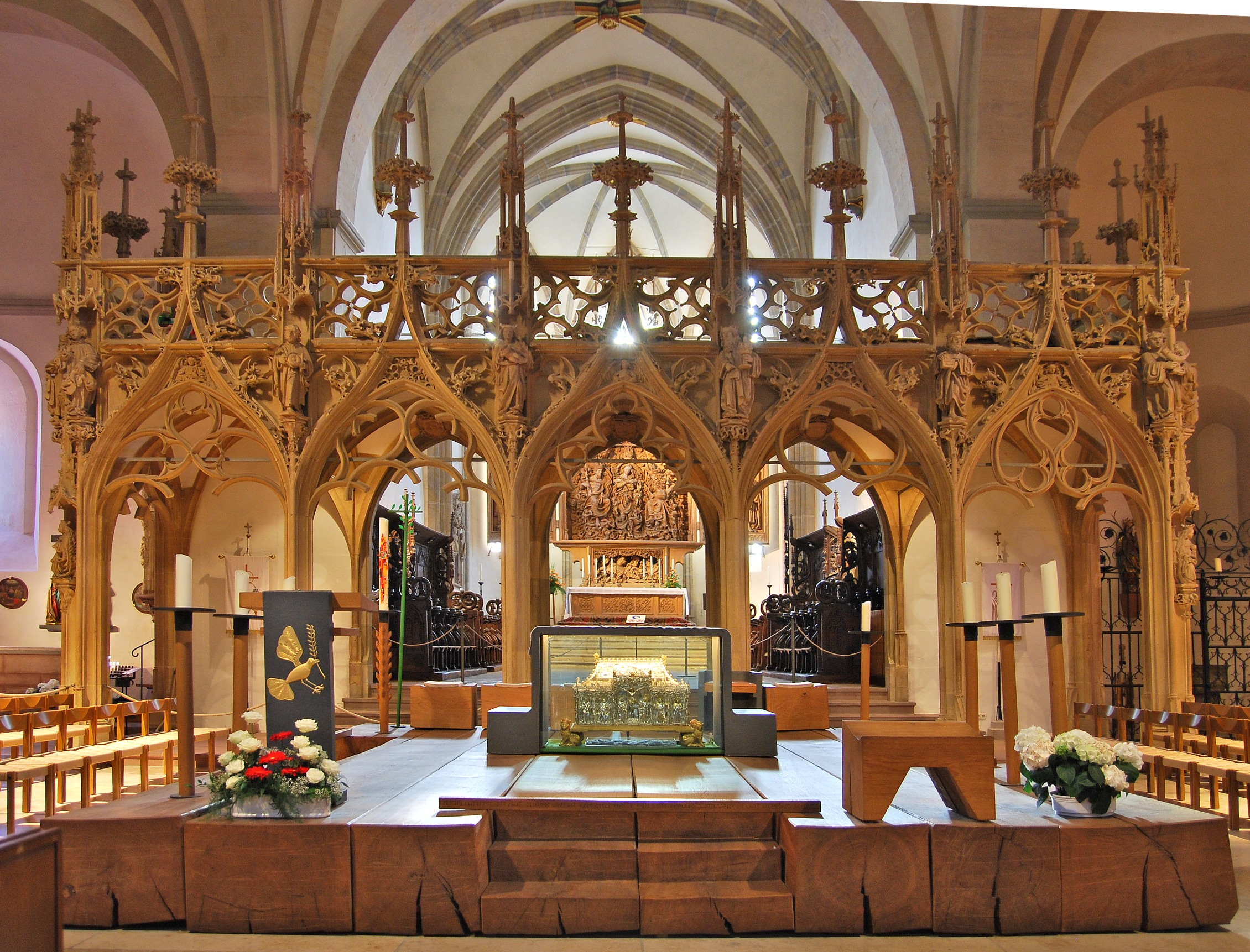
Lettner hinter dem neuen Zelebrationsaltar und Silberschrein

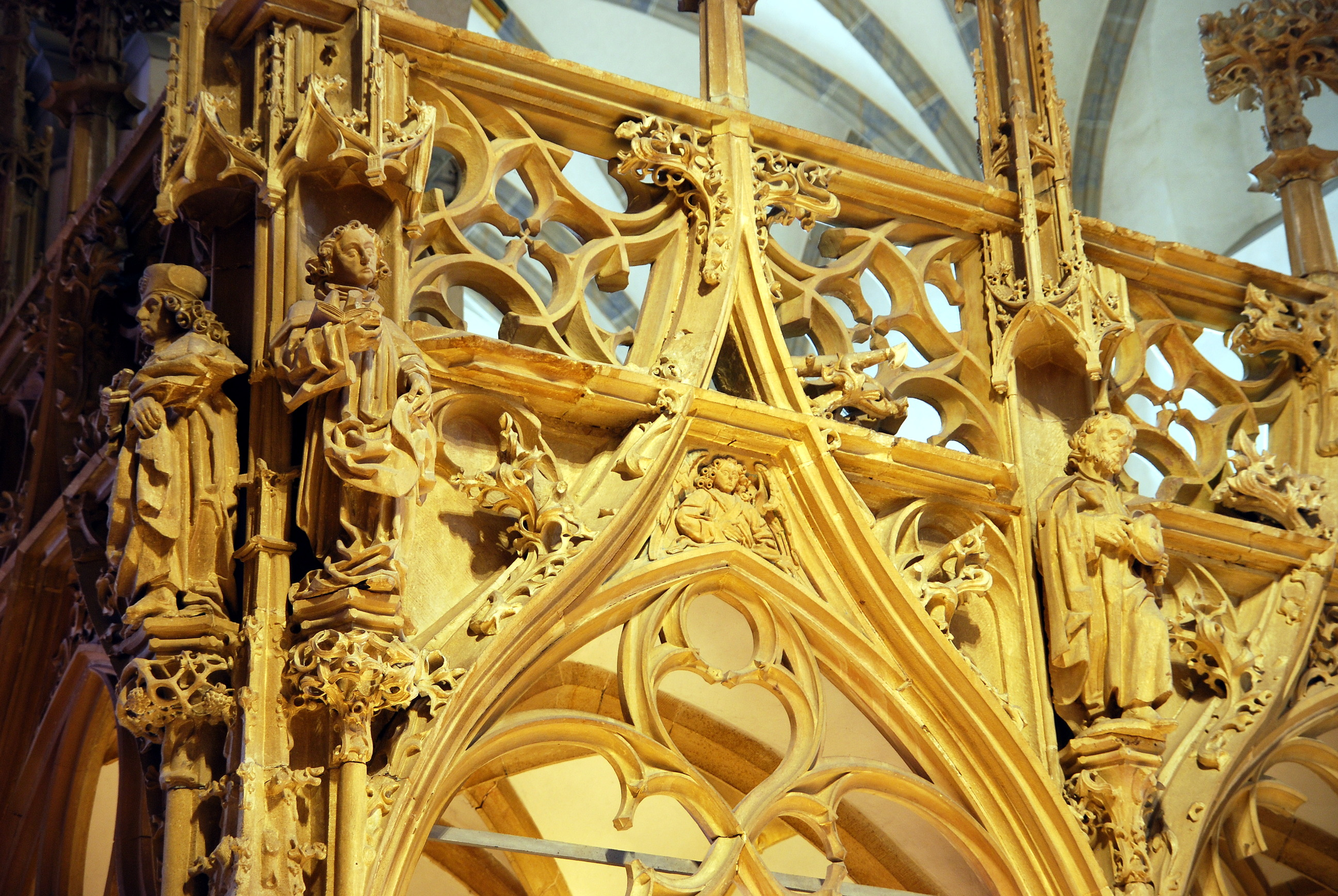
Detail des Lettners

Der Breisacher Lettner wurde 1496 von einem unbekannten Meister geschaffen, der 1497 auch die Chornische beim Hochaltar gestaltete. Eine Besonderheit im Breisacher Münster ist, dass der Lettner bis 1960 geschlossen war und eine Scheidewand zwischen dem Hochchor der Kleriker und dem Mittelschiff des Volkes darstellte. Vom Lettner aus wurden das Evangelium und liturgische Gesänge vorgetragen. Bis ins Jahr 1837 hinein standen auf dem Lettner Orgeln, bis zum Zweiten Weltkrieg drei Altäre. Oft wird der Breisacher Lettner als architektonisches Vorbild für den Isenheimer Altar angesehen.

Mit seinen zierlichen, aus gelbem Sandstein gearbeiteten Formen gilt er als Meisterwerk spätgotischer Steinmetzkunst. Der Grundriss des Lettners ist rechteckig: Mit zehn Spitzbögen steht er auf zwölf schlanken Pfeilern. Vom Mittelschiff schaut man durch fünf bogenförmige Durchlässe, zum Chor hin öffnen sich drei, zu den Seiten je ein Bogen. Die Decke besteht aus einem Netzgewölbe, dessen Rippen sich aus den Arkadenpfeilern und den schlanken Säulen der Rückseite entwickeln. Eine rund einen Meter hohe Maßwerkbrüstung begrenzt eine begehbare Plattform des Lettners. Auf den tragenden Pfeilern befinden sich in etwa drei Meter Höhe Kapitelle, die aus einem festen Kern bestehen. Auf den Vorderseiten dieser Kerne ranken sich gehöhlte Blattwerke. Über den schlanken Pfeilern stehen unter Baldachinen Figuren, die eng mit der Tradition des Breisacher Münsters verbunden sind. 

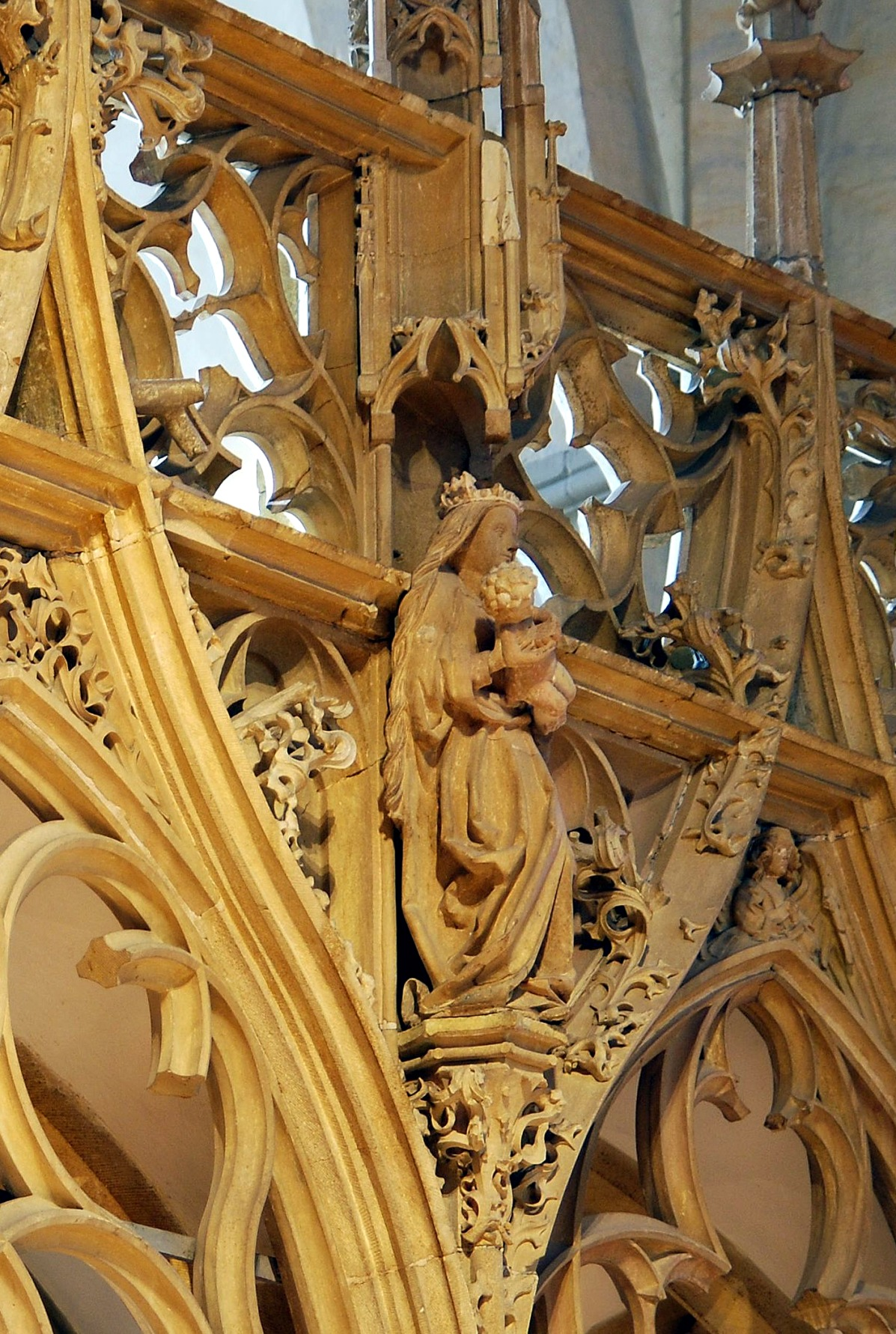
Maria mit Kind

 Links vom Mittelbogen steht Maria mit dem Kind, rechts sind die Heiligen Drei Könige zu sehen. Weiterhin sind Josef und der Kirchenpatron Stephanus dargestellt. Die beiden Stadtpatrone Gervasius und Protasius befinden sich auf der nördlichen Schmalseite, ihre Eltern Vitalis und Valeria auf der südlichen Seite. Etwas tiefer stehen auf Konsolen die Heilige Barbara und die Heilige Katharina. Dass die Heiligen Drei Könige mit Breisach in Verbindung stehen, hängt mit einer Legende über ihre Reliquien und die der Märtyrer Gervasius und Protasius zusammen. Nach dieser Legende führte ihr Weg von Mailand nach Köln über Breisach. Fachleute vermuten, dass die Lettnerfiguren von zwei verschiedenen Künstlern stammen. Diese Vermutung stützt sich auf Abweichungen in Gesamtstatur, Körperhaltung und Detailreichtum der Skulpturen. Bei einem Vergleich der Marienfigur mit der des Mohrenkönigs zeigt sich beispielsweise, dass die Letztere von dem begabteren Steinmetz stammt.
Die Lettnerdecke zieren das alte Wappen der Stadt Breisach (sechs silberne Berge auf rotem Grund), das Wappen Vorderösterreichs (weißer Querbalken auf rotem Grund) und das Banner des
Heiligen Römischen Reiches (schwarzer Doppeladler auf goldenem Grund).
Nach dem Zweiten Weltkrieg mehrten sich Stimmen aus der Gemeinde, die sich dafür einsetzten, dass der Blick auf den Hochaltar freigemacht werden sollte. Der Lettner besaß damals noch eine geschlossene Rückwand mit zwei vergitterten Türöffnungen und einem vergitterten Fenster. Nach dem Willen der Verantwortlichen in der Pfarrei wäre der Lettner in die Westhalle versetzt worden. Fachleute waren dagegen, weil eine Veränderung des Standorts eine Verfälschung der Historie sei. Der damalige Erzbischof Hermann Schäufele entschied 1959 den Lettnerstreit, indem er die Versetzung ablehnte. Allerdings sollte die zum Chor zeigende Wand des Lettners geöffnet werden. Gleichzeitig sollte ein neuer Zelebrationsaltar in der Vierung vor dem Lettner errichtet werden. 1960 wurde die Betonempore in der Westhalle abgerissen und im nördlichen Querschiff eine neue Empore für die Sänger und die Orgel erbaut.

### Hochaltar des Meisters HL

#### Allgemeine Beschreibung

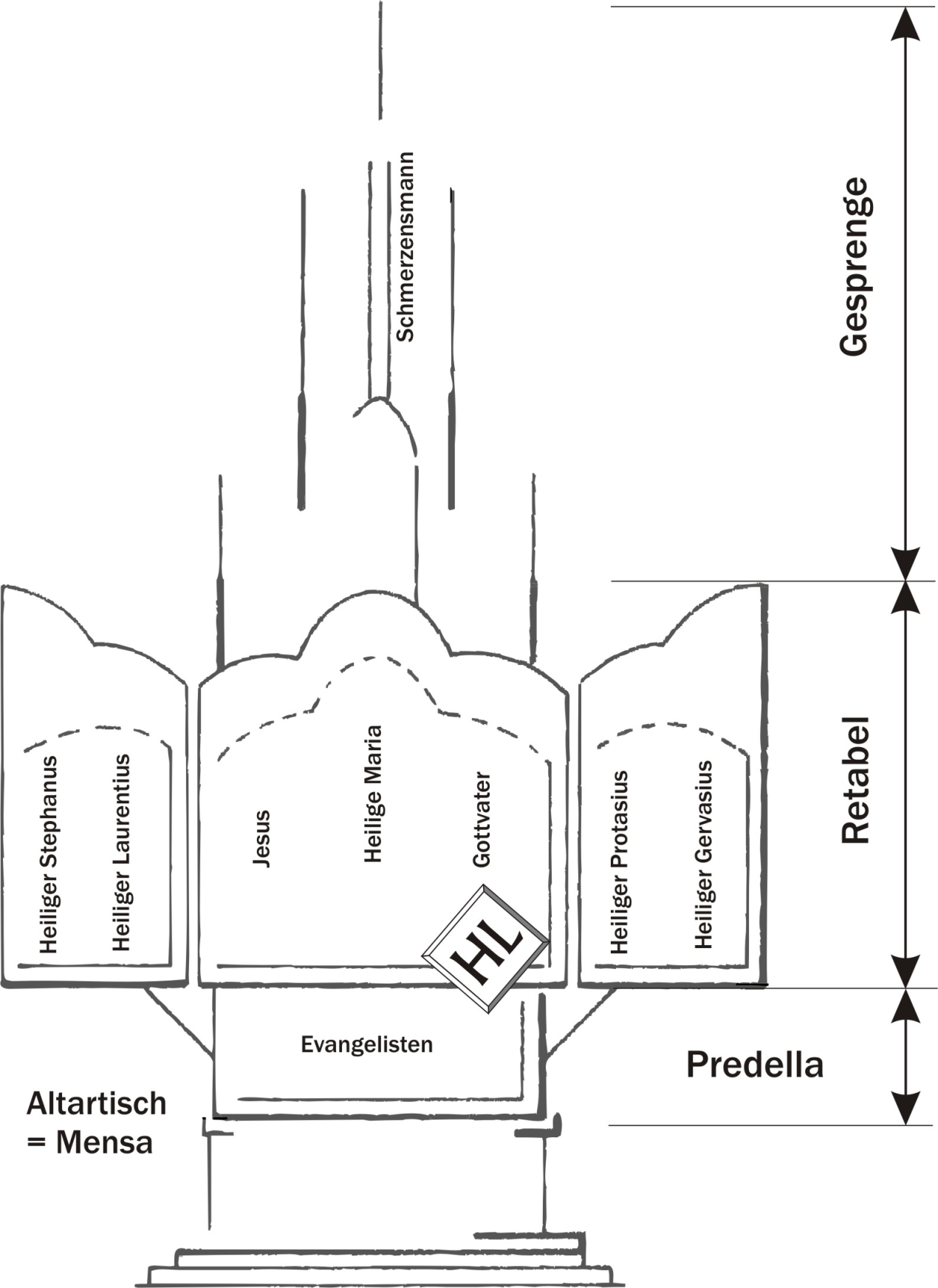
Schematische Darstellung des Hochaltars

Der Hochaltar des Breisacher Münsters ist ein offenes Altarretabel aus Lindenholz. Es besteht aus zwei gewaltigen Flügeln, einer Predella und einem aufstrebenden Gesprenge. Der Schrein misst 4,31 Meter in der Höhe und 3,62 Meter in der Breite. Die beiden Flügel sind 1,81 Meter breit. Die rechteckige Predella ist 1,07 Meter hoch und 2,05 Meter breit. Die Höhe der Figuren beträgt 2,05 Meter und das Gesprenge ragt bis zu einer Höhe von etwa 6,25 Meter auf. Den Hochaltar schnitzte in den Jahren 1523 bis 1526 ein Meister, der das Monogramm HL (→ Meister HL) hinterließ. Diese Initialen könnten dem Bildhauer Hans Loy zugeordnet werden, der in den Jahren 1519/20 in der Freiburger Malerzunft genannt wurde. Allerdings ist über Hans Loy fast nichts bekannt. Nach einer örtlichen Legende stehen die Initialen für einen Künstler namens Hans Liefrink.
Im Freiburger Stadtarchiv ist ein Schreiben des Magistrats der Stadt Breisach aus dem Jahr 1523 an den Magistrat der Stadt Freiburg mit der Bitte um Lindenholz erhalten, da dies im Breisacher Wald nicht zu beschaffen sei. Der Bildschnitzer selbst überbrachte der Stadt Freiburg diesen Brief. Viel mehr ist über dieses Kunstwerk nicht überliefert.
Der Altar ist dreimal mit dem Meistermonogramm HL in Form von Täfelchen signiert, und zwar jeweils an den Füßen von Maria, Christus und Gottvater. Auf einem Gebetbuch, das ein Engel an der Seite der Gottvaterfigur rechts am Altarrand emporhält, ist mit Infrarotlicht die Jahreszahl 1526 – das Jahr der Vollendung – zu erkennen.
Der Hochaltar überstand sowohl die Zeit der Bilderstürme als auch die Zerstörungen des Zweiten Weltkriegs; mit seinen Figuren wurde er in den Bergungsraum des Erzbischöflichen Ordinariats in Freiburg in Sicherheit gebracht. 1941/42 wurde bei Restaurierungsarbeiten die 100 Jahre zuvor aufgetragene Farbschicht abgenommen und der ursprüngliche Lindenton wiederhergestellt. Nur die Inkarnatsteile erhielten eine leichte farbliche Fassung. 1949 wurde der Altar ins Breisacher Münster zurückgebracht. 1984 wurde er erneut restauriert und auf Schäden untersucht.

#### Mittelschrein

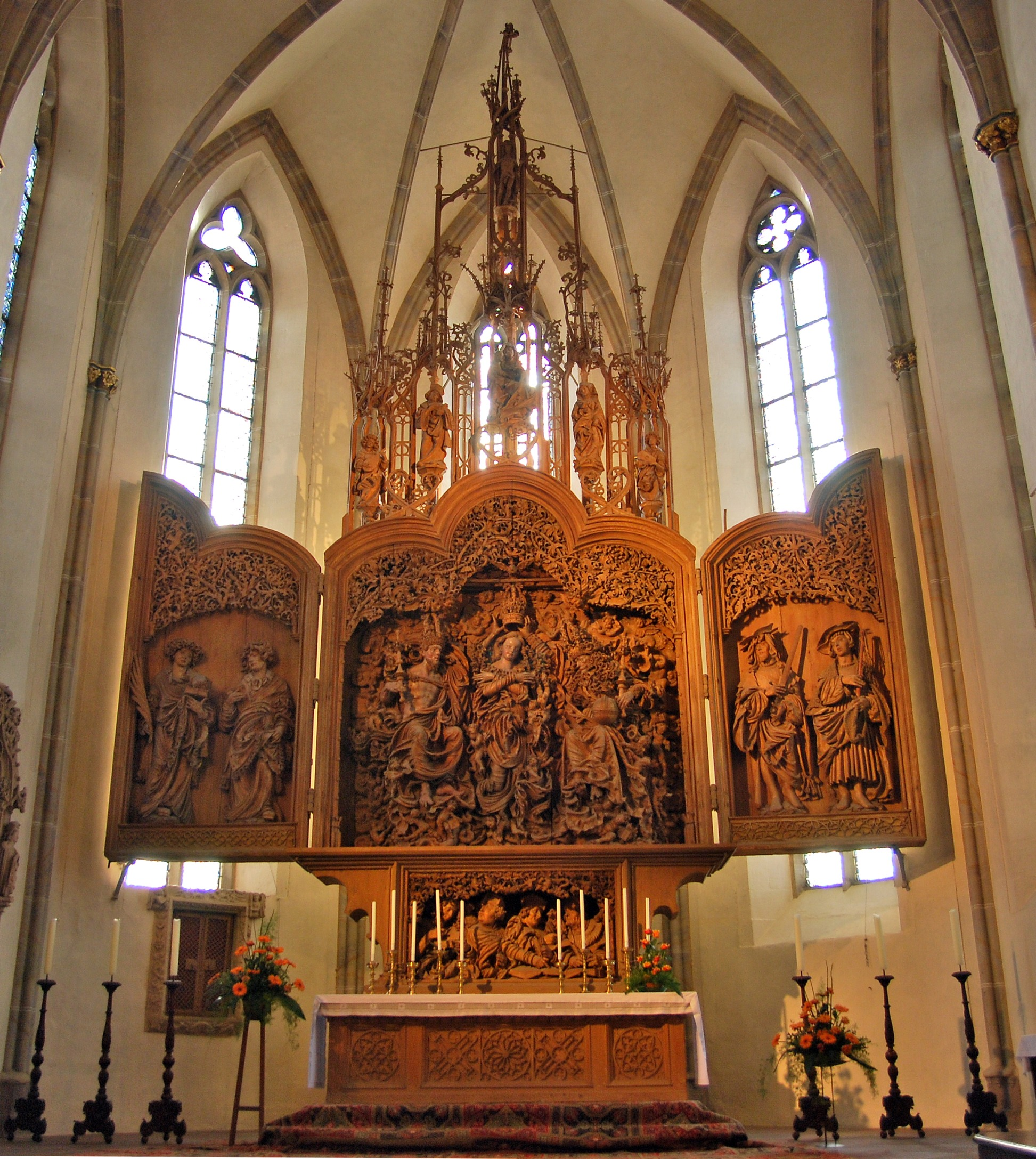
Chor und Hochaltar

Zentrales Motiv des Hochaltars ist die Darstellung der Marienkrönung. Das Vorbild dieser Szene ist ein zwischen 1512 und 1516 gemalter Hochaltar im Freiburger Münster von Hans Baldung Grien, den HL wohl kannte. Die Marienfigur ist schwebend in aufrechter Gestalt dargestellt. Vor der Brust kreuzt sie ihre Arme und neigt ihren Kopf demutsvoll leicht zur Seite. Ihre lockige Haarpracht wird vom Wind nach oben getragen. Das stark gefaltete und verdrehte Gewand schmiegt sich um ihren Körper. Jesus zu ihrer Rechten und Gottvater zur Linken sitzen an der Seite Marias und halten mit ausgestreckten Armen eine kostbar verzierte Krone über ihr Haupt. Die Szene wird von musizierenden Engeln umrahmt und eine Taube als Sinnbild des Heiligen Geistes schwebt über der Krone. Die gesamte Szenerie wird von Wolken belebt und von einer Schar von über vierzig teilweise musizierenden Engelsputten als Sinnbild für Jubel, Heiterkeit und Freude umgeben. Die Krönung Mariens ist auch Thema des Altars der Pfarrkirche St. Michael im nahen Niederrotweil, den HL einige Jahre zuvor geschaffen hatte. Der Mittelschrein ist stark profiliert, sodass durch Licht und Schatten eine verstärkte Tiefenwirkung erzielt wird.

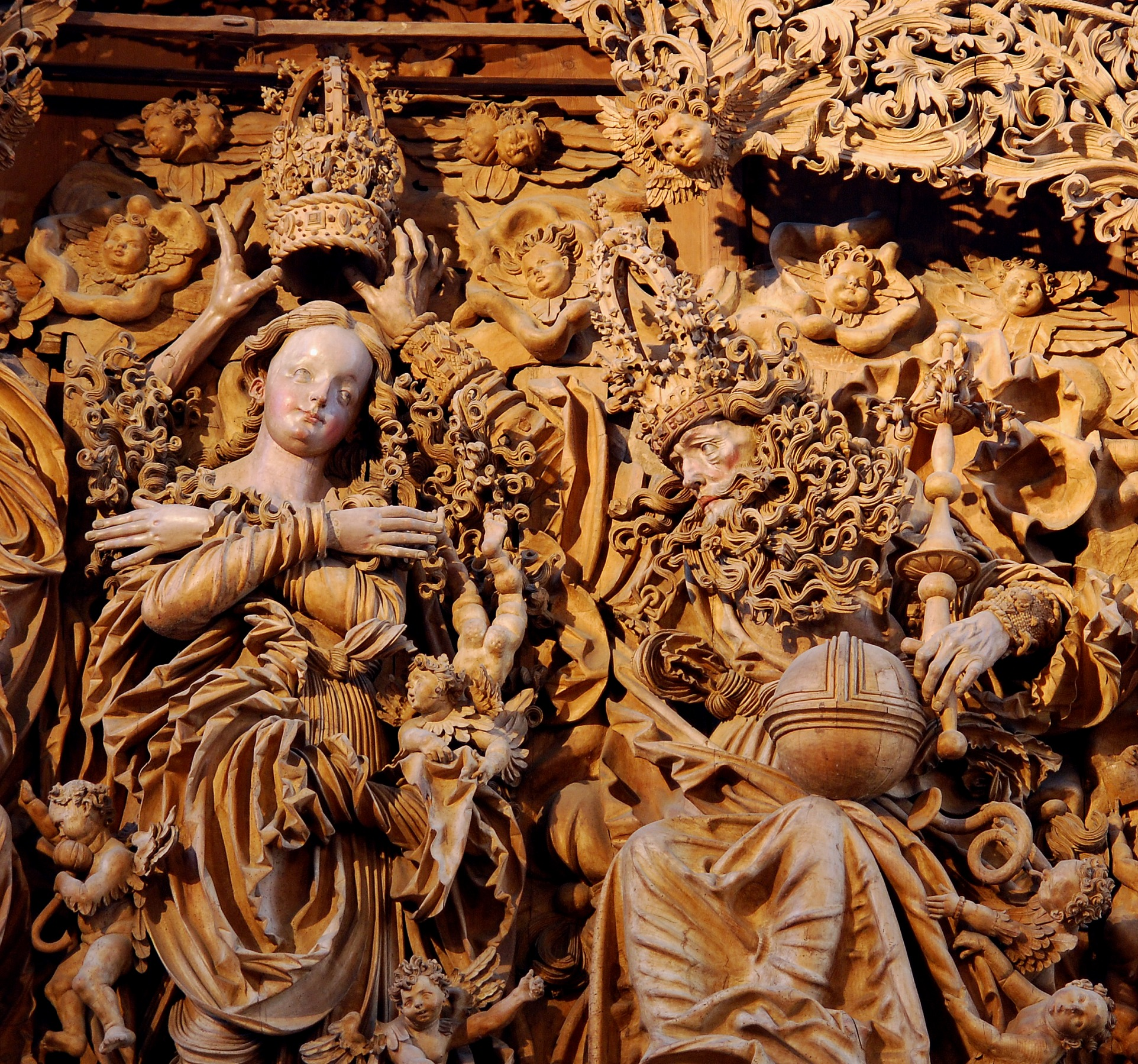
Krönung Mariens und Gottvater

Die Darstellung Gottes wirkt zurückhaltend. Der Körper des alten Mannes wird von einem gewaltigen Bart, einer prunkvollen Bügelkrone und einem wallenden Gewand verdeckt. Gesicht, Hände und Füße wirken in dieser Komposition gut versteckt. Die Gottesfigur trägt in ihrer Linken ein Zepter, die ausgestreckte Rechte hält die Krone über Marias Haupt. Auf dem linken Knie ruht eine Weltkugel als Herrschaftssymbol. Unter den Füßen Gottvaters trägt ein Putto ein Täfelchen mit dem Monogramm HL.
Die Darstellung des Christus ist weit weniger zurückhaltend. Auch er erscheint mit königlichem Zepter und Krone. Schwungvolle Locken und ein gekrauster Bart rahmen sein Antlitz ein. Sein Blick, aber auch sein ganzer Körper ist Maria zugewandt. Sein tief herunterhängendes Gewand wallt sich über seinen Körper und wird von einer doppelten Kordel festgehalten. Gleichzeitig erkennt man unterhalb der entblößten Brust den tiefen Lanzenstich an seiner Seite.

#### Seitenflügel

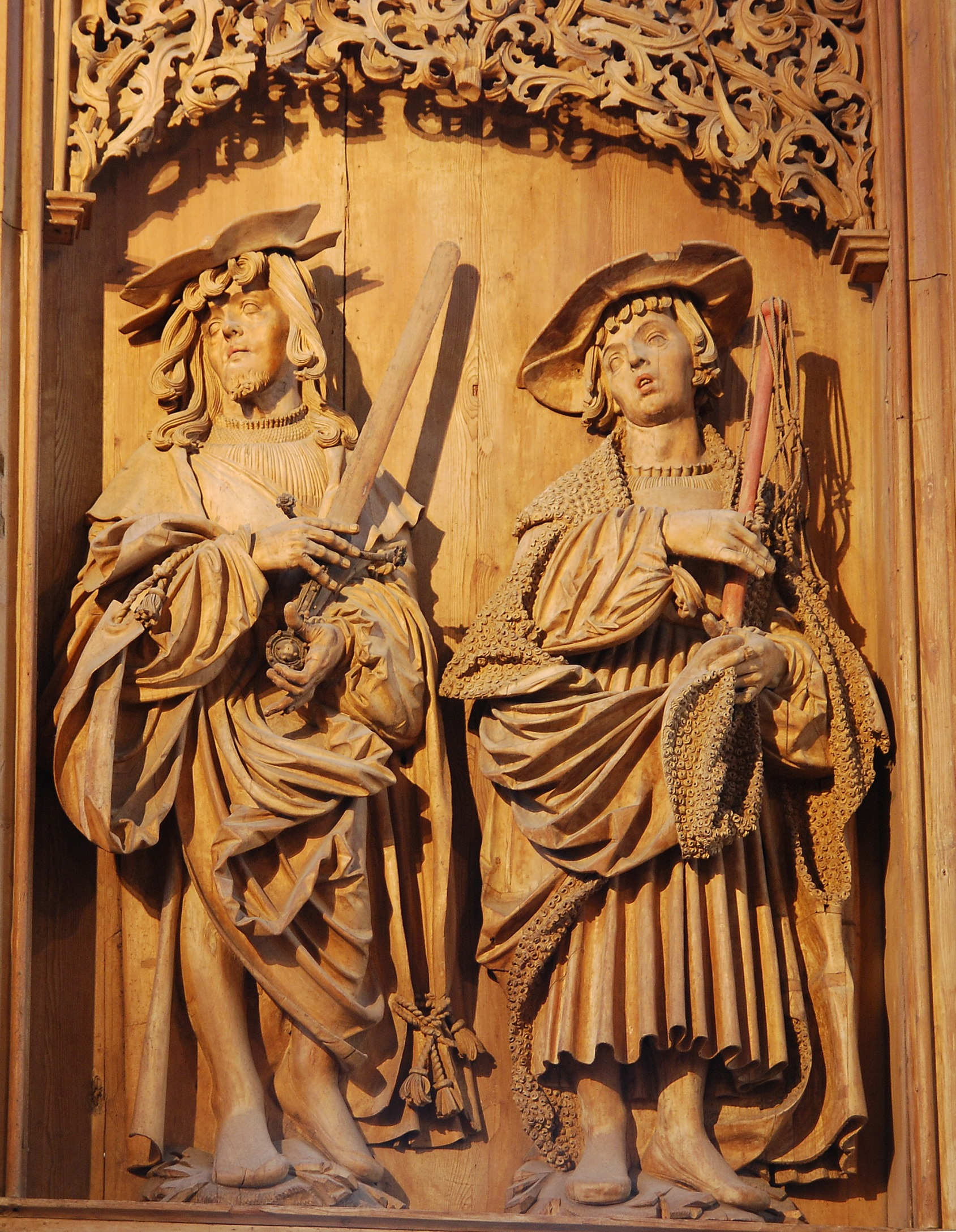
Gervasius und Protasius

Im bewussten Gegensatz zum dynamischen Mittelschrein wirken die Figuren der Seitenflügel durch das Fehlen von filigranen und unzähligen Einzelheiten sehr viel ruhiger. Im linken Flügel stehen die beiden Kirchenpatrone Stephanus mit Stein und Bibel und Laurentius mit Buch. Beide sind mit einer römischen Tunika gekleidet. Der Märtyrer Stephanus hält als Zeichen des Sieges einen langen Palmenzweig. Auf dem rechten Seitenflügel sind die mit modischer Patrizierkleidung des 16. Jahrhunderts gekleideten Stadtpatrone Protasis und sein jüngerer Bruder Gervasius mit Geißel dargestellt. Beide Figuren wirken durch die hinterschnitzten Gewänder besonders plastisch.
Bemerkenswert ist, dass nur mit einer Ausnahme sämtliche Figuren des Hochaltars nicht über den Rahmen hinausragen. Damit schuf HL die technische Voraussetzung für das Zuklappen der Seitenflügel.

#### Predella

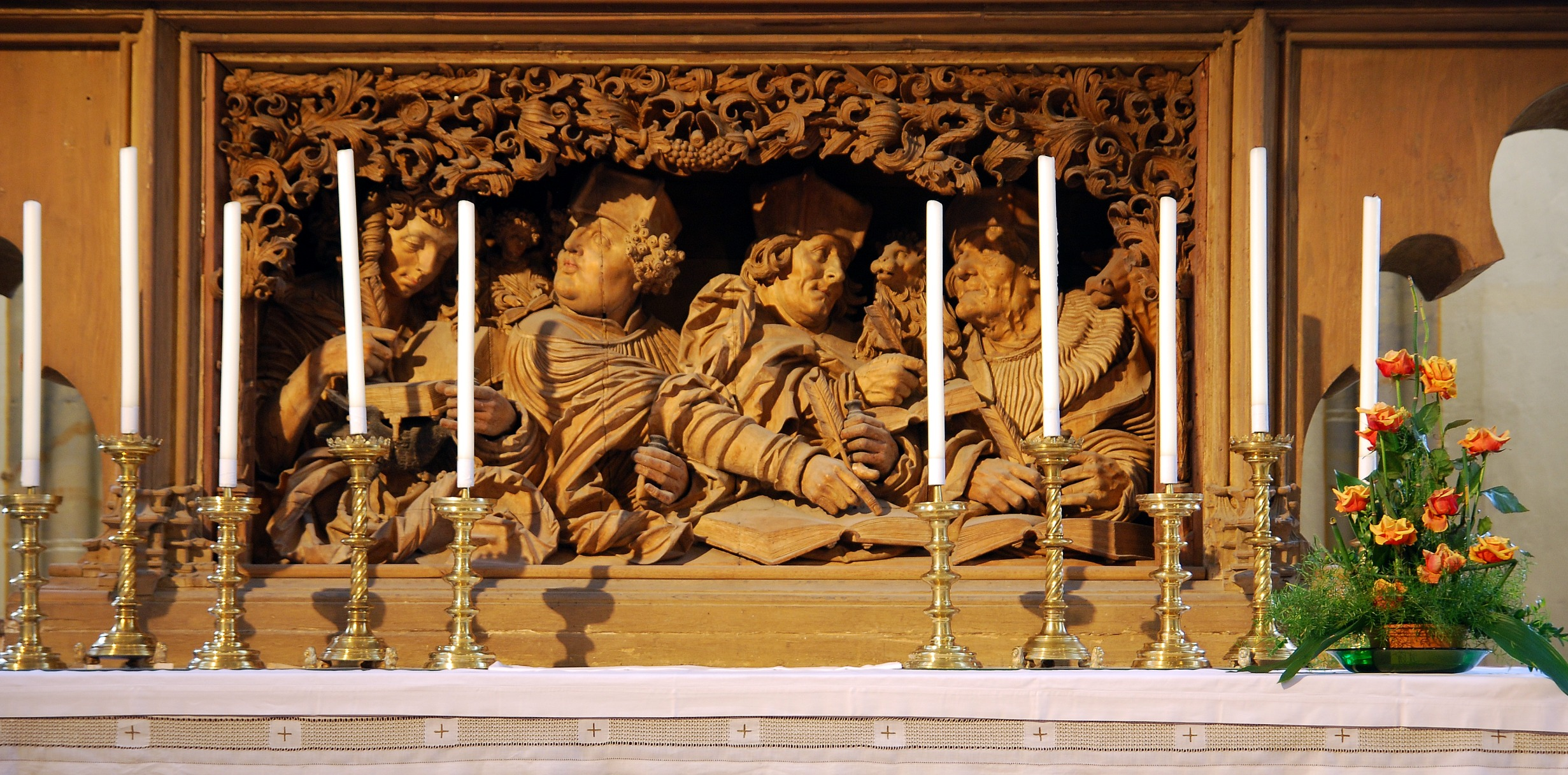
Predella: Darstellung der vier Evangelisten

Die rechteckige Predella weist seitlich hochschwingende Konsolen auf, welche den Schrein über die Altarmensa emporheben. Die vier Evangelisten Johannes, Matthäus, Markus und Lukas sind von einem Rankenwerk umrahmt als Halbfiguren von links nach rechts in verschiedenen Lebensaltern dargestellt, wobei Johannes der jüngste und Lukas der älteste ist. Jedem Evangelisten ist sein Attribut Adler, Mensch, Löwe bzw. Stier zugeordnet. Alle vier schreiben in ihr Buch, das vor ihnen liegt, und blicken in unterschiedliche Richtungen. Johannes fällt stilistisch etwas aus dieser Viererreihe heraus, weil er im Gegensatz zu den anderen keinen Hut trägt und in sein Handeln versunken scheint. Die drei anderen Evangelisten tragen ähnliche Gewänder und die gleichen Chorherrenbirette. Ihre schreibenden Hände sind teilweise ineinander verschlungen.

#### Gesprenge
Die Herkunft des über sechs Meter hohen Gesprenges ist ein kunsthistorischer Streitfall. Eine Theorie besagt, dass Gesprenge sei später hinzugefügt worden. Aus mangelnder Zufriedenheit mit dem neuen Stil habe man der Spätgotik mit dem hochaufstrebenden Altar Rechnung tragen wollen. Der Stil passe nicht zum Meister HL und ein Geselle seiner Werkstatt habe es geschaffen. Einer anderen Theorie zufolge sei es kein nachträglicher Zusatz, sondern eine Weiterentwicklung des Ulmer Planrisses.
In fünf Nischen über dem Mittelschrein sind bogenförmig Figuren auf Konsolen unter Baldachinen angeordnet. Zuäußerst sind zwei musizierende Engel zu sehen, etwas höher die Eltern der Stadtpatrone Vitalis und Valeria, auf dem Scheitel des Bogens eine Anna-selbdritt-Gruppe. Das Gesprenge erhebt sich mit vier schlanken, filigranen Säulen weiter in die Höhe, an deren Spitze ein Schmerzensmann dargestellt ist. Dieser trägt eine Dornenkrone und zeigt seine verwundeten Handinnenflächen. Alle Figuren des Gesprenges sind verglichen mit dem Mittelschrein oder der Predella sehr flüchtig dargestellt. Auf der Rückseite sind die Figuren abgeflacht und ausgehöhlt. Eine abschließende Fiale steigt bis an die Decke empor und windet sich nach vorn.

### Martin Schongauers Jüngstes Gericht

#### Allgemeines und Geschichte
Das Wandbild eines Jüngsten Gerichts des Colmarer Malers und Grafikers Martin Schongauer befindet sich an drei Wänden im Westbau des Stephansmünsters. Eine Vollmacht vom 15. Juni 1489 weist ihn als Breisacher Bürger aus. Es wird angenommen, dass Schongauer das Bürgerrecht erwarb oder erwerben musste, um den großen Auftrag zu erhalten. Schongauer, der bereits zu Lebzeiten sehr angesehen war, fertigte ein bedeutsames Wandbild, welches die größte Darstellung dieses Themas nördlich der Alpen ist. Nach heutigem Stand der Untersuchungen ist davon auszugehen, dass Schongauer seine Gemälde auf vorhandenem Putz aufbrachte.
Das Triptychon stellt im Mittelbild auf der Westwand (13,2 auf 7,4 Meter) das Jüngste Gericht dar, auf den Flügeln den Einzug der Seligen ins Paradies auf der Südwand und den Höllensturz der Verdammten auf der Nordwand (jeweils 14,4 auf 7 Meter) dar. Die bemalte Fläche der drei Wände beträgt zusammen 145 Quadratmeter. Dieses Werk Schongauers wird als ungewöhnlich monumental beschrieben. Das Geschehen spielt sich fast auf der Betrachtungsebene ab. Bemerkenswert ist die geringe Zahl der Gestalten – elf in der Paradiesszene, zehn in der Höllendarstellung und sieben in der Auferstehungsszene. Die Personen sind etwa in doppelter Lebensgröße dargestellt und unterstreichen damit die eindringliche Wirkung. Kunsthistoriker schätzen die Bedeutung dieses Wandbildes sehr hoch ein. Nicht nur die handwerkliche Meisterschaft sei charakterisierend. Außergewöhnlich seien auch die Art der Darstellung und die Auswahl der Motive. Der Freiburger Theologieprofessor und Landeskonservator Joseph Sauer beschrieb den Freskenzyklus wie folgt:

„Eine natürliche Grazie ohne Spur von Geziertheit, eine Verhaltenheit bei aller Tiefe und Ursprünglichkeit des Ausdrucks und eine bezaubernde Anmut ohne empfindsame Süßlichkeit sind über das Weltgericht ausgebreitet. Der Meister hat die Welt der Schrecken und Qual mit erschütternder Eindringlichkeit und Kraft, aber ohne abstoßende Roheit gemeistert. […] Die deutsche Kunst dieser Zeit hat kein anderes Werk solcher Größe und Reife an die Seite zu stellen.“

Der fragmentarische Zustand von Schongauers Malerei machte eine gründliche Sicherung und Restaurierung notwendig. 1985 begann dazu die erste Beobachtungs- und Untersuchungsphase. Unter Zuhilfenahme von Enzymen wurden übermalte Farbschichten aufgequollen und zentimeterweise abgenommen. Diese Arbeiten waren erst 1993 abgeschlossen. In der inzwischen über 500-jährigen Geschichte des Wandbildes hatten viele Ereignisse zur Verblassung und teilweisen Zerstörung geführt.
1607 erteilte die Stadt Breisach dem Porträtmaler Jakob Müller den Auftrag, den unteren Teil des Schongauer-Triptychons weiß anzustreichen und das Gemälde auszumalen. Bei einer späteren Restaurierung im Jahr 1766 verschwand die Arbeit komplett unter einer Tünche. Erst 1885 bei Innenrenovationsarbeiten kam das vergessene Kunstwerk zum Vorschein. Von Juni bis September 1931 beseitigte die Überlinger Kunstwerkstätte Mezger die Übermalung. Nach Beendigung dieser Arbeiten wurden fotografische Aufnahmen zur Dokumentation angefertigt.
| Südwand | Westwand | Nordwand |

#### Westwand: Christus der Weltenrichter
Die künstlerische Komposition des Jüngsten Gerichts und seine Bestandteile waren seit Jahrhunderten festgelegt. Martin Schongauers Darstellung hat sich an Rogier van der Weyden in Beaune (siehe: Das Jüngste Gericht von Rogier van der Weyden) angelehnt und die Breitenentwicklung des Triptychons gewählt, die im 15. Jahrhundert üblich war. Zu den wichtigsten Motiven gehören: Christus auf dem Thron oder Regenbogen, Schwert und Lilie, die aus dem Mund Christi hervorgehen, Maria und Johannes der Täufer, die zwölf Apostel, Posaunen blasende Engel, sich öffnende Gräber, aus denen die Toten auferstehen, Waage, auf welcher der Erzengel Michael die Seelen der Auferstandenen wägt, sowie Paradies und Höllenrachen.
Die Westwand des Breisacher Münsters bildet den Mittelteil des Triptychons: Christus als Weltenrichter. Er wird als König dargestellt, der „wiederkommen wird in Herrlichkeit, Gericht zu halten über Lebende und Tote“. Die zentrale Darstellung Christi wird von einer doppelten Nimbusscheibe, die sein Haupt umgibt, unterstützt. Christus thront auf einem Regenbogen, der die Erde mit dem Himmel verbindet. Dies symbolisierte im Mittelaltar die Versöhnung des Menschen mit Gott. Die linke Hand ist abwärts zum Fluch und zur Verdammnis gerichtet, die rechte zum Segen und zum Heil. Aus dem Mund Jesu geht rechts ein detaillierter Lilienstängel hervor, zu seiner Linken ein Schwert. Die Lilie ist das Zeichen für Gnade und Erbarmung, das Schwert versinnbildlicht die Scheidung von Gut und Böse und die Verdammnis. Drei Spruchbänder umgeben Christus. Das Spruchband rechts verkündet: „Venite benedicti patris mei, possidete regnum, quod vobis partum est ab inicio seculi“ – Kommet, ihr Gesegneten meines Vaters, nehmt das Reich in Besitz, das für euch seit Anbeginn der Welt bereit ist. Das Spruchband, welches sich zur Linken entrollt, verkündet das Urteil: „Ite maledicti in ignem aeternum“ – Geht, ihr Verfluchten, in das ewige Feuer. Maria und Johannes der Täufer knien zu beiden Seiten Jesu als Fürbitter der Menschen. Hinter Johannes und Maria reiht sich eine Schar des alten Bundes, Patriarchen und Propheten. Die Person hinter Johannes, der seinen Blick auf den Betrachter gerichtet hat, soll vermutlich Martin Schongauer selbst darstellen. Nach mittelalterlicher Tradition haben sich Künstler in ihren Werken oft selbst dargestellt. Ebenfalls hinter Johannes erkennt man Moses mit Feuerzungen am Kopf und den Gesetzestafeln vor der Brust. Neben Maria ist Petrus mit den Schlüsseln zu erkennen.
Oberhalb von Christus tragen fünf Engel die Leidenswerkzeuge der Passion, unter anderem das Kreuz als Zeichen des Heils. Über ihren Köpfen verkünden Spruchbänder „Hoc signum crucis erit in celo, cum Dominus ad iudicium venerit“ – Dieses Zeichen des Kreuzes wird am Himmel sein, wenn der Herr zum Gericht erscheinen wird und „Tempus misericordiae praetererit, tempus iustitiae advenit“ – Die Zeit des Erbarmens ist vorbei, angebrochen ist die Zeit der Gerechtigkeit.

#### Südwand: Paradiesschilderung
Für die Paradiesdarstellung hat Martin Schongauer das geschriebene Wort als Grundlage seines Freskos an der Südwand gewählt. Die Darstellung ist von klarer Ordnung, Licht und Frühlingsstimmung dominieren die Szenerie. Eine große Schrifttafel rechts neben dem Fenster weist auf die himmlischen Freuden hin. Der Text stammt vermutlich aus dem elsässischen Humanistenkreis in Colmar oder Schlettstadt.
| Original |  | Übersetzung |
| --- |  | --- |
| Semper erunt quod erant aetern(ae) gaudia vitae gaudendi quoniam causa erit ipse deus, nec varios pariet motus diversa voluntas, unum erit cunctis lumen et unus amor. Inque bonis summis posita experientia felix, Nec v(o)let augeri nec metuet minui. Ad patriam vitae de noctis valle vocati virtutum gradibus scandite lucis iter! Gratior est fructus qu(e)m spes producior edit, ultro obiectorum (v)il (ius es)t pretium. Delicias jam nunc promissi concipe regni, virtute atque fide quod cupis esse tene! Exsulta agnoscens te verbi in carne renatum: cujus si pars es, pars tua Christus erit. Qui, ne damnandi legeres mala gaudia mundi, promissum ad regnum se tibi fecit iter. |  | Immer werden sein, was sie waren, die Freuden des ewigen Lebens, Weil Gott selbst der Grund der Freude sein wird, Und kein uneiniger Wille wird unbeständige Gemütsbewegungen hervorbringen: Ein einziges Licht wird allen sein und eine Liebe. Und auf den höchsten Gütern gegründete glückliche Erfahrung Wird weder vermehrt werden wollen, noch fürchten, verringert zu werden. Ihr, die gerufen seid vom Tal der Finsternis in die Heimat des Lebens, Beschreitet auf den Stufen der Tugenden den Weg des Lichts! Willkommener ist die Frucht, wenn hinausgezögerte Hoffnung sie gewährt, Geringer ist der Wert von Dingen, die von allein dargeboten werden. Empfange schon jetzt die Freuden des versprochenen Reiches, Halte durch Tugend und Glauben das fest, von dem du wünschst, dass es sei. Freue dich, wenn du erkennst, dass du wiedergeboren bist in der Fleischwerdung des Wortes! Wenn du Teil von diesem bist, dann wird Christus dein Teil sein. Dieser hat sich selbst, damit du nicht etwa die bösen Freuden der schändlichen Welt wählst, Zum Weg hin zum versprochenen Reich für dich gemacht. |

Unterhalb der Inschriftentafel beginnt der Zug der Seligen und führt auf einem steilen Weg durch eine gotische Pforte in den Himmel. Am Anfang des Zuges werden Landleute von einem auf die Tafel zeigenden Engel angeführt; weiter oben schreiten ein Bischof und eine Frau im Nonnenschleier, darüber sind ein Papst und ein Kardinal zu erkennen. Das Fenster in der Mitte des Gemäldes trennt die beiden Stände und wahrt damit die mittelalterliche Gesellschaftsordnung. An der Paradiespforte mit Maßwerkgalerie, Dreipass und Fischblasen sitzen Engel. Die auf der linken Seite begrüßen die Ankommenden mit Lautenklängen, die auf der rechten mit den Noten des Engelsgesangs von Weihnachten „Gloria in excelsis Deo et in terra pax hominibus“.

#### Nordwand: Darstellung der Hölle
Im Gegensatz zur Paradiesschilderung herrscht in der Höllendarstellung chaotisches Durcheinander, kraterartig aufgerissene Klüfte, auflodernde Flammen und Schreckgestalten. Nackte Verdammte stürzen kopfüber in das Feuer. Teufelsgestalten jagen und quälen die Ausgelieferten. Dämonen mit menschenähnlichem Körperbau, stark behaarten Gliedmaßen, scharfzackigen Hörnern und zangenartigen Klauen sind auszumachen. Auch die Anzahl der Verdammten ist im Gegensatz zu anderen Darstellungen dieser Art sehr begrenzt, um die Eindringlichkeit der Schilderung zu erhöhen. Am unteren Rand der Darstellung, fast auf dem Kirchenboden, lagert die hünenhafte Gestalt Luzifers mit Zackenhörnern, glühenden Augen und zwei aufwärts stehenden Hauern an der Schnauze. Brandrote Flammen lodern aus der Tiefe und deuten Vernichtung und Verzweiflung an.

### Fenster
Die zehn farbigen Fenster im Stephansmünster stammen von dem Künstler und Restaurator Valentin Peter Feuerstein (1917–1999) und zählen zu den Hauptwerken dieses Glasmalers. Die expressiven Farben sind ein Charakteristikum seiner Arbeiten. Die Fenster wurden 1966/67 eingesetzt und stellen Szenen mit folgenden Titeln dar: Schöpfungsgeschichte, Abraham, der Vater des Glaubens, Könige und Propheten, Das Leben Jesu, Stephanusfenster, Pfingstfenster, Christus, der Erstgeborene, Auferstehung der Toten, der neue Himmel und die neue Erde sowie der Kampf Satans gegen das Volk Gottes.

## Orgel

### Geschichte

Orgel von 1835

Die Geschichte der Orgeln im Stephansmünster lässt sich bis ins Jahr 1598 zurückverfolgen. Damals stellte der Breisacher Orgelbauer Werner Mauderer eine neue Orgel im Münster auf. Im Stadtarchiv ist ein Schwur des Organisten Gallus Gallmeyer gegenüber dem Stadtrat überliefert. In diesem Eid beteuert er, „mit der kleinen und großen Orgel auf dem Lettner“ sorgsam umzugehen. Daraus ergibt sich, dass es 1606 zwei Orgeln gab. In den 1730er Jahren wurde die in der Art eines Schwalbennestes an der Hochschiffwand angebrachte Orgel auf den Lettner versetzt. Diese zerstörte 1793 ein Brand bei der Beschießung der Stadt. 1811 wurde eine Orgel aus dem aufgehobenen Kloster Wonnetal bei Kenzingen auf dem Lettner aufgestellt. Eine neue, größere Orgel von 1835 stammte aus der Freiburger Werkstatt Merkel. Für die Aufstellung dieser Orgel war eine Bühne im Westjoch des Mittelschiffs vorgesehen. Aus Kostengründen beantragte der Stadtrat die Versetzung des Lettners an die Westwand. Letztlich wurde jedoch 1837 eine Orgelbühne aus Stein an der Westwand erstellt. Die alte Orgel aus dem Kloster Wonnetal wurde versteigert und am 17. November 1842 zusammen mit zwei Altären abgebaut. 1905 baute Kiene aus Waldkirch eine neue Orgel mit geschlossenem Prospekt, zwei Manualen und Pedal auf pneumatischen Windladen.
Die Überlinger Orgelbauwerkstätte Mönch lieferte wiederum 1931 eine neue Orgel mit elektrischem Spieltisch. Sie umfasste 34 Register auf zwei Manualwerken und Pedal, mit neun verschiedenen Kopplungen und Kombinationen. Die Kosten betrugen nach Abzug der wiederverwendeten Teile 19.500 Mark. Diese Orgel brannte Ende des Zweiten Weltkriegs bei dem Beschuss der Stadt Breisach und dem Brand des Münsters ab.

### Heutige Orgel

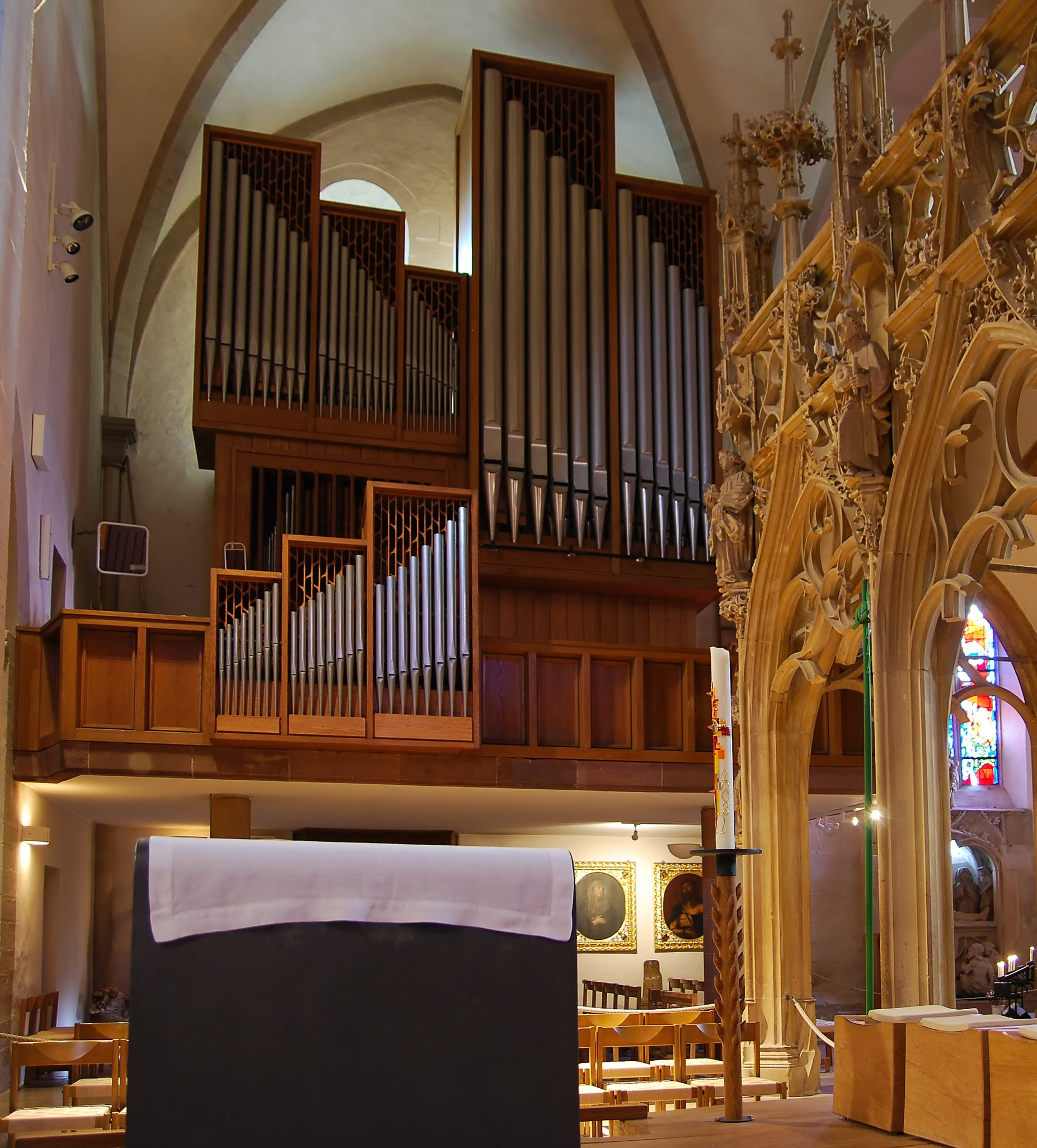
Heutige Orgel

Seit dem 9. Juni 1963 steht auf der neu errichteten Empore im nördlichen Querhaus eine Orgel der Bonner Orgelbauer Klais (opus 1270). Der Standort ist umstritten, da er unter akustischen Gesichtspunkten nicht optimal ist. Dennoch entschied man sich nach langen Debatten für ihn, weil man Schongauers Wandgemälde nicht noch einmal verdecken wollte, wie es durch die Orgel aus dem Jahr 1931 geschehen war.
Das Schleifladen-Instrument hat 36 Register mit 2526 Pfeifen auf drei Manualwerken und Pedal und einem frei stehenden Spieltisch. Die Spieltraktur ist mechanisch, die Registertraktur ist elektrisch. Die Disposition der heutigen Klais-Orgel ist nachstehend dargestellt.
| I Rückpositiv C–g3 |               |         |
| 1.                 | Holzgedackt 0 | 08′     |
| 2.                 | Quintade      | 08′     |
| 3.                 | Föte          | 04′     |
| 4.                 | Principal     | 02′     |
| 5.                 | Terz          | 01 3⁄5′ |
| 6.                 | Sifflöte      | 01 ⁄3′  |
| 7.                 | Cymbel IV     | 01′     |
| 8.                 | Musette       | 08′     |
|                    | Tremulant     |         |

| II Hauptwerk C–g3 |              |        |
| 09.               | Pommer       | 16′    |
| 10.               | Principal    | 08′    |
| 11.               | Gemshorn     | 08′    |
| 12.               | Octave       | 04′    |
| 13.               | Spillflöte   | 04′    |
| 14.               | Quinte       | 02 ⁄3′ |
| 15.               | Hohlflöte 0  | 02′    |
| 16.               | Mixtur V–VI  | 01 ⁄3′ |
| 17.               | Trompete     | 08′    |
| 18.               | Kopftrompete | 04′    |

| III Schwellwerk C–g3 |                 |       |
| 19.                  | Rohrflöte       | 08′   |
| 20.                  | Gamba           | 08′   |
| 21.                  | Principal       | 04′   |
| 22.                  | Holzflöte       | 04′   |
| 23.                  | Schweizerpfeife | 02′   |
| 24.                  | Sesquialter II  |       |
| 25.                  | Scharff IV      | 01⁄2′ |
| 26.                  | Holzdulcian 0   | 16′   |
| 27.                  | Hautbois        | 08′   |
|                      | Tremulant       |       |

| Pedal C–f1 |                 |        |
| 28.        | Principal       | 16′    |
| 29.        | Subbass         | 16′    |
| 30.        | Octave          | 08′    |
| 31.        | Bartpfeife      | 08′    |
| 32.        | Holzprincipal   | 04′    |
| 33.        | Nachthorn       | 02′    |
| 34.        | Hintersatz IV 0 | 02 ⁄3′ |
| 35.        | Posaune         | 16′    |
| 36.        | Trompete        | 08′    |

- Koppeln: I/II, III/I, III/II, I/P, II/P, III/P

## Glocken
In den beiden Chorflankentürmen hängen insgesamt zehn Glocken aus Bronze: Im nördlichen Chorturm (Uhr) hängen fünf historische Glocken von vier unterschiedlichen Gießern aus verschiedenen Jahrhunderten. Im Südturm hängen fünf neue Glocken in einem 2011 neu errichteten Glockenstuhl.

### Historische Glocken
Das historische Geläut im Nordturm wird von Sachverständigen als ansprechend, ausdrucksvoll und harmonisch angesehen und hat einen großen Seltenheitswert.
- Die große Tuba Dei hat Meister Georgius (Jerg) von Speyer 1491 in Offenburg gegossen. Diese Glocke wurde bis zur Geläuteergänzung im Jahr 2011 zur Wandlung in den Hauptgottesdiensten an Sonn- und Feiertagen, bei Beerdigungen von Erwachsenen, am Freitag um 11 Uhr zum Gedenken an das Leiden Christi am Kreuz und eine halbe Stunde vor den Sonntagsgottesdiensten und den Andachten geläutet. Am 31. Oktober um 15 Uhr erinnert sie an den ersten Bombenabwurf auf Breisach im Jahr 1944.

- 1662 goss Stefan Moilot, ebenfalls in Offenburg, die zweitgrößte historische Glocke für das Münster. Neben der Inschrift sind sowohl die Namen der geistlichen und weltlichen Würdenträger der Stadt Offenburg aus dem Jahr 1662 als auch ein Relief der Kreuzigungsgruppe eingegossen. Die Glocke läutete bis 2011 zum Angelusläuten um 6 Uhr morgens, um 12 Uhr mittags und um 18 Uhr abends. Seit 2011 läutet sie zum Angelus an Sonntagen.

Schematische Darstellung von Nordturm und Glockenstube (Situation 2008)

- Die dritte und zugleich älteste Glocke des Breisacher Münsters stammt aus der Mitte des 14. Jahrhunderts. Sie läutet, wenn ein Pfarrangehöriger gestorben ist.

- Der Breisacher Gießer Hiremias Nirnberger (Jeremias Nürnberger) goss im Jahre 1583 die vierte historische Glocke. Sie läutet zur Beerdigung eines Kindes. Während des Zweiten Weltkriegs hatte die Glocke Risse durch einen Granatsplitter erlitten, die in einer Glockenwerkstatt in Nördlingen geschweißt wurden.

- Die fünfte und kleinste der historischen Glocken des Münsters stand von 1991 bis 2011 im Museum für Stadtgeschichte im Rheintor. Sie wurde im Zweiten Weltkrieg durch einen Granatsplitter schwer beschädigt. 2011 erhielt das Glocken-Schweißwerk Lachenmeyer in Nördlingen den Auftrag, die Glocke zu reparieren. Sie ist als einzige Glocke nicht mit dem historischen Geläut abgestimmt und fungierte bis 1944 als sogenannte Arme-Seelen-Glocke nach dem abendlichen Angelusläuten zur Fürbitte für die Verstorbenen der Woche und zu deren Gedächtnis.

Das Vollgeläut der historischen Glocken entspricht den Anfangstönen des Chorals Salve Regina. Jeden Samstag und vor Feiertagen um 14 Uhr erklingt es zum Einläuten des Sonn- oder Feiertags. Vor den Messen an Sonntagen läuten die Glocken 1,3,4,7; an Hochfesten erklingt wiederum das Vollgeläut. Die Glocken der elsässischen Nachbarstadt Neuf-Brisach sind seit 1975 auf die des Stephansmünsters abgestimmt.

### Neue Glocken
2010 beschloss die Pfarrgemeinde, im Zuge der Außenrenovierung auch im Südturm einen Glockenstuhl für insgesamt vier Glocken einzubauen. Die Glocken selbst wurden über Spenden finanziert. Im Frühjahr 2011 wurden zwei neue Glocken, die Christusglocke (3900 kg) und die Schöpfungsglocke (1600 kg), bei der Glockengießerei Bachert, Karlsruhe in Auftrag gegeben und am 3. Juni des gleichen Jahres gegossen.
- Die Schöpfungsglocke läutet seit 2011 als Angelusglocke an Werktagen. Der Breisacher Künstler Helmut Lutz hat die Glockenzier für diese Glocke gestaltet.
- Die Christusglocke läutet seit 2011 zur Wandlung in den Hauptgottesdiensten an Sonn- und Feiertagen, bei Beerdigungen von Erwachsenen, am Freitag um 11 Uhr zum Gedenken an das Leiden Christi am Kreuz und eine halbe Stunde vor den Sonntagsgottesdiensten und den Andachten.[61]

- Am 20. April 2012 wurde die dritte neue Glocke, die ges1-Glocke gegossen. Auch diese Glocke wurde über Spenden finanziert und ist dem heiligen Geist gewidmet. Sie läutet zur Sakramentenspendung bei Taufe, Erstkommunion, Firmung und Hochzeit.

An Heiligabend 2012 erklang erstmals das Plenum aller acht Glocken, die fünf historischen zusammen mit drei neuen Glocken.
Im Jahr 2018 wurden im Zuge einer denkmalgerechten Sanierung des historischen Glockenstuhls im Nordturm die Glocken teilweise neu gehängt, so dass nun alle historischen Glocken im Nordturm untergebracht sind.
- Im Dezember 2019 wurden zwei weitere Glocken geweiht und anschließend im Südturm aufgehängt: die Laurentiusglocke und eine neue Glocke mit dem Patrozinium der Stadtpatrone Gervasius und Protasius.[64]

### Datenübersicht
| Nr. | Name                                    | Gussjahr | Gießer                               | Ø (mm) | Gewicht (kg) | Nominal (16tel) | Aufschriften und Anmerkungen (dt.) |
| --- | --------------------------------------- | -------- | ------------------------------------ | ------ | ------------ | --------------- | --- |
| 1   | Christusglocke (Südturm)                | 2011     | Glockengießerei Bachert, Karlsruhe   | 1830   | 3850         | b0 –5           | „Unum in Christo Jesu - Eins in Christus Jesus“ Glockenzier von Helmut Lutz |
| 2   | Tuba Dei (Nordturm)                     | 1491     | Georgius von Speyer                  | 1460   | 2093         | des1 –3         | „Geweiht bin ich dem großen Gott, dessen Stimme in der weiten Höhe des Himmels widerhallt. Ich heiße Posaune Gottes“ Die Glocke läutet an Sonntagen zum Angelus. |
| 3   | Schöpfungsglocke (Südturm)              | 2011     | Glockengießerei Bachert, Karlsruhe   | 1360   | 1494         | es1 –8          | „Im Anfang schuf Gott den Himmel und die Erde.“ Gen 1,1 „Seht, ich mache alles neu“ Off 21,5. Die Glocke läutet an Werktagen zum Angelus. Glockenzier von Helmut Lutz |
| 4   | Alte Angelusglocke (Nordturm)           | 1623     | Stephanus Moilot                     | 1210   | 1165         | f1 –3           | „Im Jahre des Herren 1662 wurde ich geweiht und gewidmet Jesus, dem Erlöser, Maria, seiner jungfräulichen Mutter, und der heiligen Ursula mit ihren Gefährtinnen. Mit meinem Schall vertreibe ich Wolken samt dem Donner und dem Mordstrahl*. Ich rufe die Herde samt dem Hirten und zerstreue die böswilligen Feinde.“ |
| 5   | Heilig-Geist-Glocke (Südturm)           | 2012     | Glockengießerei Bachert, Karlsruhe   | 1140   | 921          | ges1 –2         | „Dem Flügel gleich schwinge ich und künde: KOMM SCHÖPFER GEIST“ |
| 6   | Totenglocke (Nordturm)                  | 1350     | (Basler Gießer)                      | 1180   | 1153         | as1 –7          | „O König der Herrlichkeit, Christus, komm mit dem Frieden. Ave Maria“ |
| 7   | ? (Nordturm)                            | 1583     | Hiremias Nirnberger                  | 1030   | 766          | b1 –9           | „Christus regiert, Christus siegt, Christus herrscht.“ |
| 8   | Laurentius-Glocke (Südturm)             | 2019     | Glockengießerei Bachert, Neunkirchen |        | 320          | des2 −6         | |
| 9   | Ehemalige Arme-Seelen-Glocke (Nordturm) | 1579     | Jeremias Nirnberger                  | 690    | 213          | es2 –3          | „Ich bin aus dem Ofen geflossen, Hiremias Nirnberger hat mich hier zu Breisach gegossen im Jahr 1579“ Die Glocke wurde 1944/45 schwer beschädigt und 2012 durch Firma Lachenmeyer repariert. |
| 10  | Patronats-Glocke (Südturm)              | 2019     | Glockengießerei Bachert, Neunkirchen | 690    | 160          | f2 -6           | Glocke mit dem Patrozinium der Stadt-Patrone Gervasius und Protasius |

* Gemeint ist der Blitz.
In den Uhrenschlag sind vier historischen Glocken integriert: Die Glocken 4, 6 und 7 übernehmen den Viertelstundenschlag, die große Tuba-Dei-Glocke den Stundenschlag.

## Wahrnehmung in Kunst und Gesellschaft

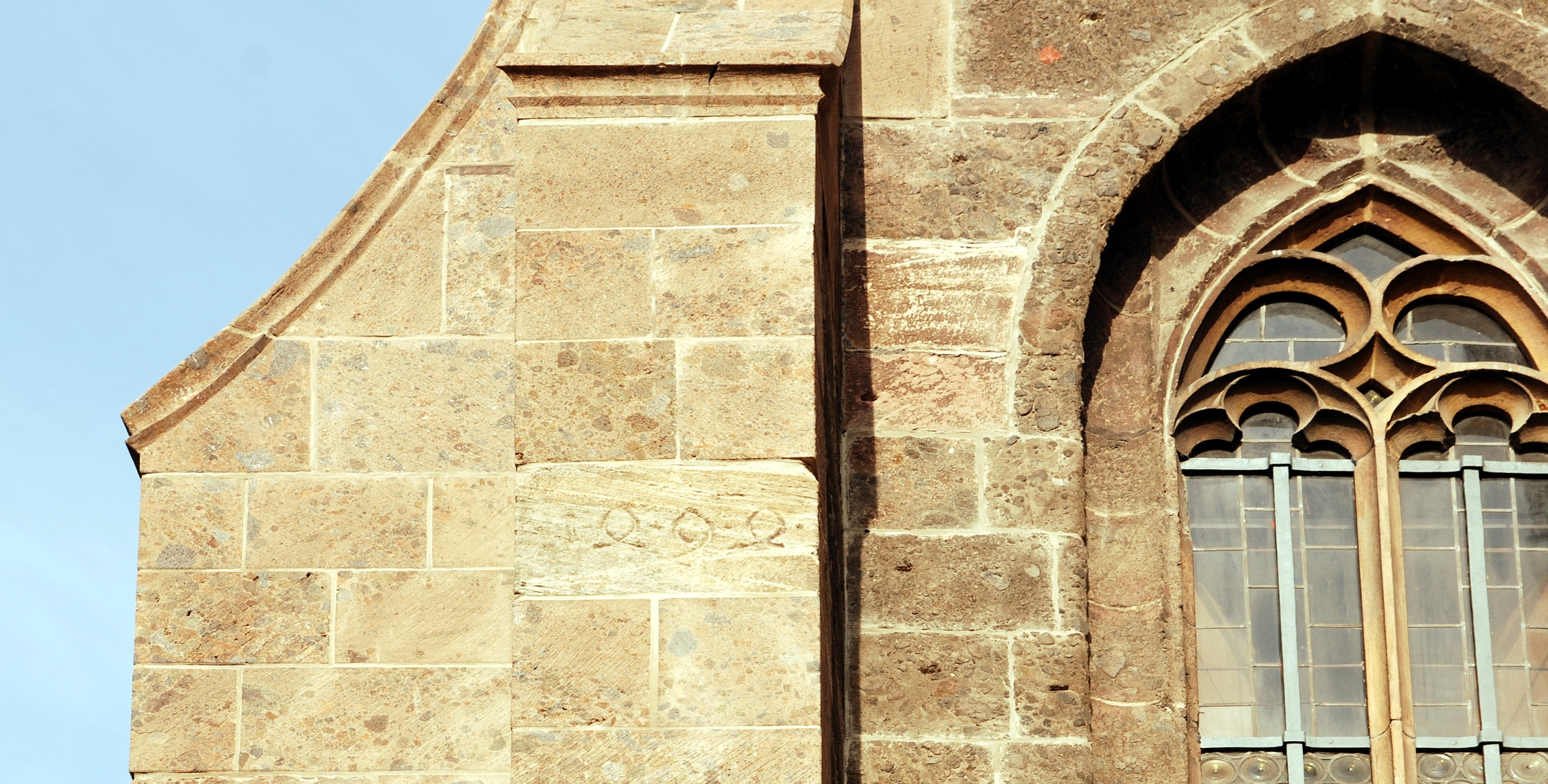
Baudatum 1494 der Sakristei an der Ostseite

Die Erweiterung der Sakristei nach Osten im Jahr 1494 ist literarisch in einer zeitgenössischen Reimchronik über Peter von Hagenbach bestätigt:
| «er nam auch stein, kalk und sand uf dem kilchhoff zu hand damit man sanct steffan |  |  | sin kilch gebuween solt han und führt das in ein hus und macht ein roßstall daruß» |

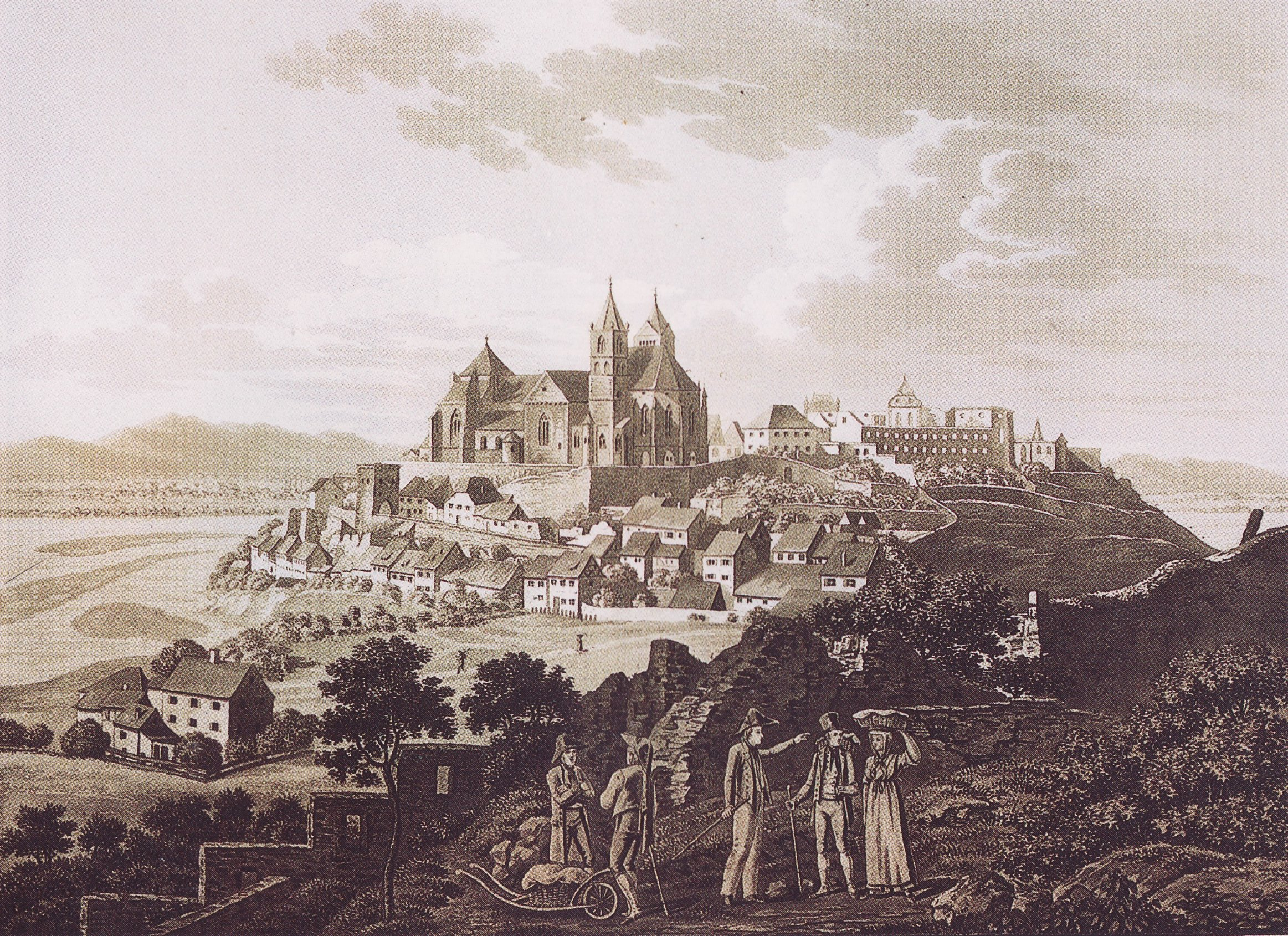
Stahlstich von Wilhelm Johannes Esaias Nilson (um 1830)

Auch in den folgenden Jahrhunderten war das Münster ein beliebtes und oft verwendetes Thema für Maler, Zeichner, Lithografen oder Dichter. Im Isenheimer Altar (1506–1515) von Matthias Grünewald im Musée d’Unterlinden in Colmar ist eine der frühesten Darstellungen des Stephansmünsters im Hintergrund der Geburt Christi zu finden. Im 17. Jahrhundert fertigten Matthäus Merian und der Baumeister und Architekturzeichner Johann Jakob Arhardt (1613–1674) detailgetreue und wirklichkeitsnahe Bilder des Münsters an. Im 19. und 20. Jahrhundert wurde das Münster zunehmend als Sujet für Aquarelle, Zeichnungen und Gemälde verwendet. Unter den zahlreichen Künstlern seien der Breisacher Gervas Kretzmeyer (1814–1871) und der Zeichner und Kupferstecher Wilhelm Johannes Esaias Nilson (* 1788, Enkel von Johannes Esaias Nilson) genannt. Sogar der ehemalige Bundespräsident Theodor Heuss, der an den Künsten sehr interessiert war, fertigte am 15. April 1933 eine Kreidezeichnung des Münsters an.
Zum Breisacher Münster haben die Bürger eine besondere Verbundenheit. Dies lässt sich zum einen durch die wechselvolle Geschichte erklären, zum anderen war das Stephansmünster von Anfang an die Pfarrkirche der Bürger. Die Kirche war weder Abtei noch Bischofskirche oder Grablege für Fürsten. Das erklärt den besonderen Einsatz, der dieser Kirche immer noch zuteilwird. Kriege und Verfall machten immer wieder Innen- und Außenrenovierungen notwendig. In den Jahren 1923 bis 1936 fand eine durch das Erzbischöfliche Bauamt in Freiburg initiierte Münsterbaulotterie statt. Der Reinerlös von 5 Millionen Mark der ersten Lotterie 1923 war durch die Hyperinflation in Deutschland wertlos geworden. Aus den folgenden zwei Lotterien kamen Einnahmen in Höhe von 37.409 Reichsmark zusammen, die für die Finanzierung der notwendigen Renovierungen verwendet wurden.
Dem persönlichen Einsatz der damals 24-jährigen Hildegard Braun ist es zu verdanken, dass im August 1938 der Silberschrein vom Münster auf die Reichenau im Bodensee gebracht wurde. Man fürchtete Übergriffe und Beschädigungen durch die Nationalsozialisten. Mit einem Firmenlastwagen brachte sie den hinter Sprudelkisten versteckten Schrein nach mehrfachen Kontrollen in Sicherheit. Nach dem Zweiten Weltkrieg beseitigten viele Handwerker mit unentgeltlichem Einsatz die schweren Kriegsschäden am Gebäude. Erzbischof Conrad Gröber setzte sich dafür ein, dass das einsturzgefährdete Münster nicht von den französischen Militärbehörden gesprengt wurde. Nachdem die Rettung des Bauwerks gesichert war, spendeten viele umliegende Städte und Gemeinden Baumaterial und Geld für den Wiederaufbau.
Seit 1885 besteht der Breisacher Münsterbauverein, dessen Wirken in der Nachkriegszeit aufgrund der wirtschaftlichen Notlage kaum möglich war. 1981 formierte sich der Verein neu und ist als eingetragener Verein voll rechtsfähig. Seit 1990 erscheint regelmäßig die vom Verein herausgegebene Zeitschrift Unser Münster. Der Verein, der 2004 rund 430 Mitglieder zählte, versteht sich als ideeller Nachfolger der mittelalterlichen Münsterbauhütte, sammelt Spendengelder und beteiligt sich aktiv an der Wiederherstellung und Restaurierung des Gebäudes sowie der Innenausstattung.

## Schwalben in der Krypta
Eine Besonderheit der Krypta sind Bruten von Rauchschwalbe und Mehlschwalbe. Rauchschwalben brüteten von 1992 bis 2003 und erneut 2018 in der Krypta. Maximal gab es 1995 12 besetzte Rauchschwalbennester. Mehlschwalben brüteten von 1993 bis 2005, maximal waren 2004 36 Nester besetzt.

## Roman
- Franz Johannes Weinrich: Der Schatz im Berg (1954), veröffentlicht unter dem Pseudonym Heinrich Lerse in Anlehnung an den Meister HL